# Космонавтика России

Российская орбитальная станция

Космонавтика России — деятельность Российской Федерации по исследованию и использованию космического пространства, включая Луну и другие небесные тела. Космонавтика России является продолжением советской космонавтики. Государственное управление космической деятельностью осуществляет госкорпорация «Роскосмос».

## История

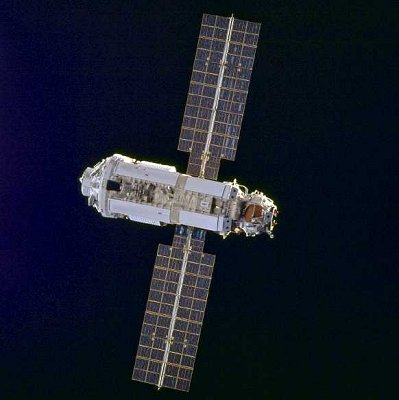
Модуль МКС «Заря»

26 декабря 1991 года Советский Союз прекратил своё существование. Для определения совместной политики в области космоса 30 декабря представители 9 из 15 государств, образовавшихся на месте СССР, собрались в Минске и создали Межгосударственный совет по космосу, который обладал потенциалом для создания космического агентства СНГ и должен был определить совместную политику в области космоса. Для определения собственной политики в области космоса, по предложению Президента России Бориса Ельцина, 25 февраля 1992 было создано Российское космическое агентство. Первым руководителем Российского космического агентства был назначен Юрий Коптев - бывший заместитель министра общего машиностроения СССР.
Вопрос космического имущества был решён 15 мая 1992 в Ташкенте: объекты космической инфраструктуры находятся в собственности тех государств, на территории которых они расположены. Таким образом Российская Федерация получила корпорацию «Энергия», Центр Хруничева, «Энергомаш», «Прогресс», НПО им. Лавочкина, ЦНИИМАШ, Информационные спутниковые системы Решетнёва, Главкосмос и другие предприятия. В том числе космодром Плесецк.
Россия продолжила космические проекты СССР:
- Эксплуатация орбитального комплекса «Мир»;
- Международный проект исследования Марса (см. Марс-96);
- Исследовательские программы «Бион», «Фотон», «Прогноз»;
- Управление орбитальной группировкой спутников различного назначения:
  - Связь: Гонец, Горизонт, Молния, Стрела;
  - Оборона: Янтарь, Зенит, Орлец, Целина, Око;
  - Навигация: ГЛОНАСС, Парус, Цикада;
  - Дистанционное зондирование Земли: Ресурс;
  - Телевещание: Экран.

В ходе кризиса, связанного с процессом перехода от плановой к рыночной экономике бюджетное финансирование российской космонавтики значительно снизилось, что привело к закрытию части проектов (программа «Буран», орбитальная станция «Мир-2», продолжение работ над космическим кораблём «Заря»).
Для выполнения целей космической программы возникла необходимость внебюджетных источников финансирования, которыми стали контракты на предоставление услуг и продажа технологий другим странам и организациям. В 1992 году Главкосмос и правительство Индии заключили контракт на $ 400 млн о продаже ракетных двигателей, но из-за санкций США сделка была сорвана. Снять санкции удалось в 1995 году, но сумма сделки уже составила $ 220 млн. Другой программой для привлечения финансирования стал проект «Мир-Шатлл» в ходе которого США заплатили $ 325 млн за возможность посещения станции Мир и получения технологий для долговременного пребывания в космическом пространстве.
20 ноября 1998 года с помощью ракеты-носителя «Протон-К» осуществлён запуск разработанного и изготовленного ГКНПЦ им. Хруничева функционально-грузового блока «Заря», с вывода на орбиту которого началось развёртывание Международной космической станции.
9 февраля 1999 года состоялся запуск ракеты-носителя «Союз-У» с созданным «ЦСКБ-Прогресс» новым блоком выведения «Икар», предназначенным для перевода полезной нагрузки с орбиты выведения на конечную орбиту.

31 марта 1999 года завершены сертификационные испытания разработанного НПО «Энергомаш» им. Глушко ЖРД РД-180, считающегося одним из лучших двигателей в мире по своим параметрам, и одним из самых надёжных.

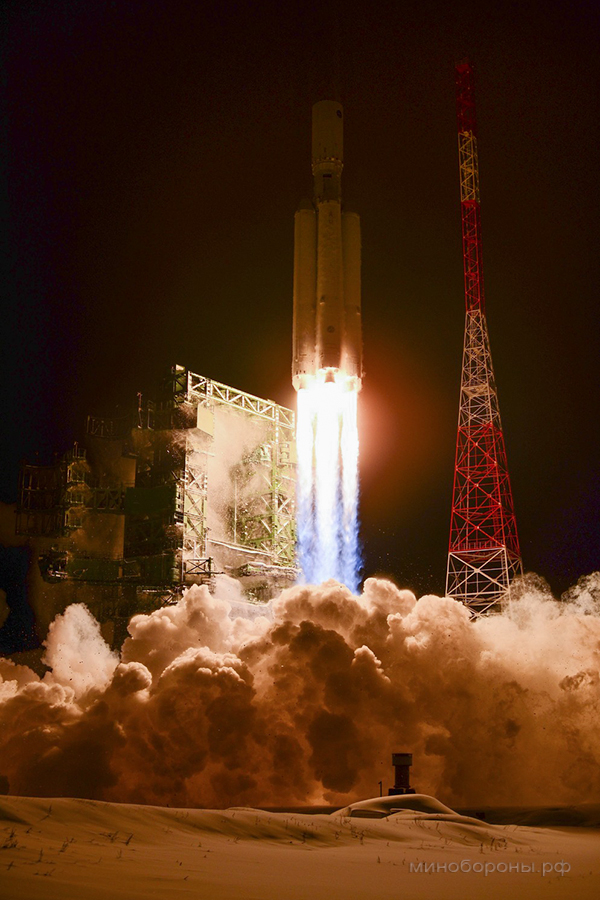
Первый пуск ракеты-носителя «Ангара-А5»

1 февраля 2000 года к орбитальной станции «Мир» запущен грузовой космический корабль «Прогресс М1-1» — первый из разработанной РКК «Энергия» им. Королёва новой серии «Прогресс M1», обеспечивающей доставку на станцию увеличенного количества топлива.
9 февраля 2000 года состоялся запуск ракеты-носителя «Союз-У» с созданным НПО им. Лавочкина новым разгонным блоком «Фрегат», который может быть использован в составе ракет-носителей различного класса.
6 июня 2000 года состоялся успешный запуск ракеты-носителя «Протон-К» с созданным ГКНПЦ им. Хруничева разгонным блоком «Бриз-М», позволяющим увеличить массу полезной нагрузки, выводимой на геостационарную орбиту до 3,3 тонн, а на геопереходную орбиту — свыше 6,0 тонн.
12 июля 2000 года с помощью ракеты-носителя «Протон-К» осуществлён запуск разработанного РКК «Энергия» им. Королёва и изготовленного ГКНПЦ им. Хруничева служебного модуля «Звезда», ставшего основой российского сегмента МКС.
7 апреля 2001 года состоялся первый запуск разработанной ГКНПЦ им. Хруничева ракеты-носителя «Протон-М», представляющей собой развитие ракеты-носителя «Протон-К» и обладающей улучшенными энергомассовыми, эксплуатационными и экологическими характеристиками.
Россия стала первой страной, начавшей осуществлять космический туризм, отправив в космос Денниса Тито.
21 мая 2001 года состоялся первый пуск ракеты-носителя «Союз-ФГ», разработанной «ЦСКБ-Прогресс» на базе ракеты-носителя «Союз-У» с применением РД-107А и РД-108А — модернизированных двигателей с новыми форсуночными головками.
15 сентября 2001 года с помощью ракеты-носителя «Союз-У» осуществлён запуск грузового корабля-модуля «Прогресс М-СО1» для доставки на МКС разработанного и изготовленного РКК «Энергия» им. Королёва стыковочного отсека «Пирс», используемого как шлюзовой отсек для выходов в открытый космос, а также обеспечивающего возможность дозаправки баков российского сегмента МКС.
30 октября 2002 года к МКС стартовал пилотируемый «Союз ТМА-1» — первый из разработанной РКК «Энергия» им. Королёва новой серии «Союз ТМА», представляющей собой развитие семейства пилотируемых кораблей.
5 декабря 2003 года состоялся первый пуск лёгкой ракеты-носителя «Стрела», разработанной НПО Машиностроения на базе выводимой из эксплуатации МБР РС-18.
10 декабря 2003 года выведен на орбиту космический аппарат «Космос-2404» — первый из разработанной ИСС им. Решетнёва серии спутников глобальной навигационной системы ГЛОНАСС 2-го поколения — «Глонасс-М», имеющих улучшенные характеристики точности и увеличенный срок активного существования.
8 ноября 2004 года состоялся первый запуск ракеты-носителя семейства «Союз-2», разработанной «ЦСКБ-Прогресс» путём глубокой модернизации ракеты-носителя «Союз-У». В рамках лётных испытаний впервые была запущена ракета-носитель «Союз-2.1а».
21 декабря 2005 года выведен на орбиту космический аппарат «Гонец-М» № 11 — первый спутник модернизированной версии «Гонец-М», являющийся частью многофункциональной системы персональной спутниковой связи «Гонец», разработанной ИСС им. Решетнёва.
27 декабря 2006 года состоялся первый пуск разработанной «ЦСКБ-Прогресс» ракеты-носителя «Союз-2.1б», на третьей ступени которой используется мировой рекордсмен по удельному импульсу среди кислородно-керосиновых ЖРД — РД-0124, разработанный КБХА.
26 ноября 2008 года к МКС запущен грузовой космический корабль «Прогресс М-01М» — первый из разработанной РКК «Энергия» им. Королёва новой серии «Прогресс M-М», включающей новый цифровой бортовой вычислительный комплекс.
17 сентября 2009 года осуществлен запуск разработанного ВНИИЭМ им. Иосифьяна космического аппарата «Метеор-М» № 1, положивший начало создания комплекса гидрометеорологического и океанографического обеспечения «Метеор-3М».
10 ноября 2009 года с помощью ракеты-носителя «Союз-У» осуществлён запуск грузового корабля-модуля «Прогресс М-МИМ2» для доставки на МКС разработанного и изготовленного РКК «Энергия» им. Королёва малого исследовательского модуля «Поиск», предназначенного для проведения научно-прикладных исследований.
7 октября 2010 года к МКС стартовал пилотируемый космический корабль «Союз ТМА-01М» — первый из разработанной РКК «Энергия» им. Королёва новой серии «Союз ТМА-М», включающей цифровые системы управления взамен аналоговых.
20 января 2011 года осуществлен запуск разработанного НПО им. Лавочкина космического аппарата «Электро-Л» № 1, положивший начало создания геостационарной гидрометеорологической системы «Электро-Л».
26 февраля 2011 года выведен на орбиту космический аппарат «Космос-2471» — первый из разработанной ИСС им. Решетнёва серии спутников глобальной навигационной системы ГЛОНАСС 3-го поколения — «Глонасс-К1», имеющих увеличенный срок активного существования, уменьшенную массу и полностью выполненных из российских комплектующих.
23 мая 2011 года завершена отработка новейшего ракетного двигателя, разработанного НПО «Энергомаш» им. Глушко, — РД-191, являющегося мировым рекордсменом по возможности глубокого дросселирования тяги.
18 июля 2011 года успешно стартовала ракета космического назначения «Зенит-3SLБФ» с российской астрофизической обсерваторией «Спектр-Р», созданной НПО им. Лавочкина в рамках международного проекта «Радиоастрон», координатор которого — АКЦ ФИАН.
11 декабря 2011 года выведен на орбиту созданный ИСС им. Решетнёва космический аппарат «Луч-5А» — первый телекоммуникационный спутник, являющийся частью многофункциональной космической системы ретрансляции «Луч».
22 июля 2012 года осуществлен запуск разработанного ВНИИЭМ им. Иосифьяна космического аппарата «Канопус-В» № 1, положивший начало создания комплекса оперативного мониторинга техногенных и природных чрезвычайных ситуаций «Канопус-В».
25 июня 2013 года осуществлен запуск разработанного «ЦСКБ-Прогресс» космического аппарата «Ресурс-П» № 1, положивший начало создания комплекса для высокодетального, детального широкозахватного и гиперспектрального оптико-электронного наблюдения поверхности Земли — «Ресурс-П».
28 декабря 2013 года состоялся первый пуск лёгкой ракеты космического назначения «Союз-2.1в» с новым блоком выведения «Волга», разработанной «ЦСКБ-Прогресс» на базе ракеты-носителя «Союз-2.1б», без использования боковых блоков, с применением на центральном блоке двигателя НК-33А, разработанного СНТК им. Кузнецова для советской лунной программы, и рулевого двигателя РД-0110Р, разработанного КБХА.
9 июля 2014 года успешно запущена первая лёгкая ракета-носитель «Ангара-1.2», относящаяся к новому семейству ракет космического назначения «Ангара», разработанному ГКНПЦ им. Хруничева и являющемуся для России стратегическим.
23 декабря 2014 года состоялся первый пуск ракеты-носителя «Ангара-А5» — первой тяжёлой ракеты-носителя, разработанной в России после распада СССР и обеспечивающей стране независимый гарантированный доступ в космос.
21 декабря 2015 года к МКС запущен грузовой космический корабль «Прогресс МС-01» — первый из разработанной РКК «Энергия» им. Королёва новой серии «Прогресс MС», представляющей собой глубокую модернизацию, улучшающую технические характеристики и расширяющую функциональные возможности корабля.
14 марта 2016 года ракетой-носителем «Протон-М» осуществлён запуск АМС «ЭкзоМарс-2016» по совместной программе госкорпорации «Роскосмос» и ЕКА, цель которой — поиск жизни на Марсе.
28 апреля 2016 года состоялся успешный запуск ракеты-носителя «Союз-2.1а» — первый в истории старт с космодрома «Восточный». Один из трёх выведенных на орбиту аппаратов — крупный российский научный спутник «Михайло Ломоносов», созданный ВНИИЭМ им. Иосифьяна по заказу и с участием МГУ им. Ломоносова.
7 июля 2016 года к МКС стартовал пилотируемый космический корабль «Союз МС-01» — первый из разработанной РКК «Энергия» им. Королёва новой серии «Союз МС», представляющей собой глубокую модернизацию семейства пилотируемых кораблей.
В 2016 году «Роскосмос» отозвал на ВМЗ ракетные двигатели, предназначенные для ракет-носителей «Протон-М», из-за несоответствия конструкторской документации, выявленного в ходе огневых испытаний одного из двигателей второй ступени. Пуски ракет-носителей «Протон-М» были остановлены на один год, что привело к потере значительной доли рынка пусковых услуг.
В 2014 году против РФ были введены международные санкции за аннексию украинского Крыма. Международное сотрудничество было ограничено. В 2016 году США опередили Россию по количеству космических пусков.
В середине 2017 года полностью квалифицирован первый в мире электроракетный двигатель на 800 вольт — КМ-75, разработанный ИЦ им. Келдыша.
В конце 2017 года прошёл лётные испытания новый плазменный двигатель для спутников — СПД-140, разработанный ОКБ «Факел».
30 августа 2018 года было зафиксировано падение давления воздуха внутри МКС, было обнаружено отверстие в обшивке пилотируемого корабля «Союз МС-09»; установить его точное происхождение не удалось.
11 октября 2018 года произошёл первый с 1983 года неудачный пилотируемый пуск, система аварийного спасения корабля «Союз МС-10» сработала штатно, никто не пострадал.
4 декабря 2018 года с помощью биопринтера «Орган. Авт» впервые напечатаны живые ткани в космосе. Эксперимент «Магнитный 3D-биопринтер» на МКС проводил космонавт Олег Дмитриевич Кононенко в рамках совместного проекта «Инвитро», «3D Bioprinting Solutions» и госкорпорации «Роскосмос» при поддержке Фонда «Сколково».
13 июля 2019 года состоялся успешный запуск ракеты-носителя «Протон-М» с блоком ДМ-03 и космической астрофизической обсерваторией «Спектр-РГ», созданной НПО им. Лавочкина и оснащённой двумя рентгеновскими телескопами: российским ART-XC и германским eROSITA.
31 июля 2019 года транспортный грузовой корабль «Прогресс МС-12» пристыковался к модулю «Пирс» МКС через 3 часа 19 минут после старта, став самым быстрым космическим кораблем в истории полетов к МКС.
27 августа 2019 года космический корабль «Союз МС-14», запущенный в рамках испытаний совместной работы его систем и ракеты-носителя «Союз-2.1а», доставил на борт МКС первого российского антропоморфного робота «Фёдор».
С начала 2020 года Роскосмос снизил стоимость запусков российских ракет на 30—39 %, чтобы противостоять американским конкурентам в условиях санкций.
21 июля 2021 года осуществлён запуск, с помощью ракеты-носителя «Протон-М», созданного кооперацией предприятий многофункционального лабораторного модуля «Наука», предназначенного для реализации программы научных экспериментов и расширения функциональных возможностей российского сегмента МКС.
24 ноября 2021 года с помощью ракеты-носителя «Союз-2.1б» осуществлён запуск грузового корабля-модуля «Прогресс М-УМ» для доставки на МКС разработанного и изготовленного РКК «Энергия» им. Королёва узлового модуля «Причал», предназначенного для наращивания технических и эксплуатационных возможностей орбитальной инфраструктуры российского сегмента МКС.
В 2022—2023 гг. из-за войны с Украиной российская космическая программа была существенно подорвана, число запусков коммерческих спутников сократилось в 300 раз.
В начале 2024 года глава Роскосмоса Юрий Борисов сообщил о 40 запланированных запусках на год. 11 апреля 2024 года Владимир Путин поручил кабинету министров выделить средства для реализации проекта "Развитие космической ядерной энергетики России". В 2024 году Россия осуществила 17 космических запусков. Планы разработки сверхтяжелой ракеты для дальних космических полетов и строительства лунной базы приостановлены. Россия отстает от США, которые осуществили 152 запуска, и Китая с его 65 пусками.

## Государственная программа «Космическая деятельность России»
Российская Федерация реализует космическую политику через государственную программу «Космическая деятельность России», включающую в себя национальный проект «Развитие космической деятельности Российской Федерации на период до 2030 года и на перспективу до 2036 года» и федеральные проекты:
- Комплексное развитие космических информационных технологий ("Сфера")
- Поддержание, развитие и использование системы ГЛОНАСС
- Создание (модернизация, техническое перевооружение) производственно-технологической базы организаций ракетно-космической промышленности в обеспечение развития космической деятельности
- Развитие космической ядерной энергетики России
- Создание космического комплекса российской орбитальной станции
- Создание и эксплуатация российско-белорусского космического аппарата дистанционного зондирования Земли и космической системы на его основе
- Федеральная космическая программа
- Развитие космодромов

| Год  | Расходы программы, млн руб. | Расходы программы, млн руб. | Источник |
| Год  | Всего                       | На Роскосмос                | Источник |
| ---- | --------------------------- | --------------------------- | -------- |
| 2020 | 214 249,6                   | 197 292,9                   | [ 143 ]  |
| 2021 | 239 434,6                   | 223 523,9                   | [ 144 ]  |

## Космическая промышленность
Осуществляется космический туризм: с 2001 по 2009 годы. Туристы семь раз побывали на российском сегменте МКС.
Запуск ИСЗ по контрактам с иностранными клиентами (так, в июне 2015 года компании Arianespace и OneWeb объявили о заключении контракта на запуск космических аппаратов мобильной спутниковой связи OneWeb; для этого Arianespace купит у России 21 ракету «Союз». Контракт стал крупнейшим в истории российской космонавтики). Однако, после запуска 428 спутников сотрудничество прекратилось ввиду опасений Роскосмоса о недружественном применении спутников против России.

### Предприятия

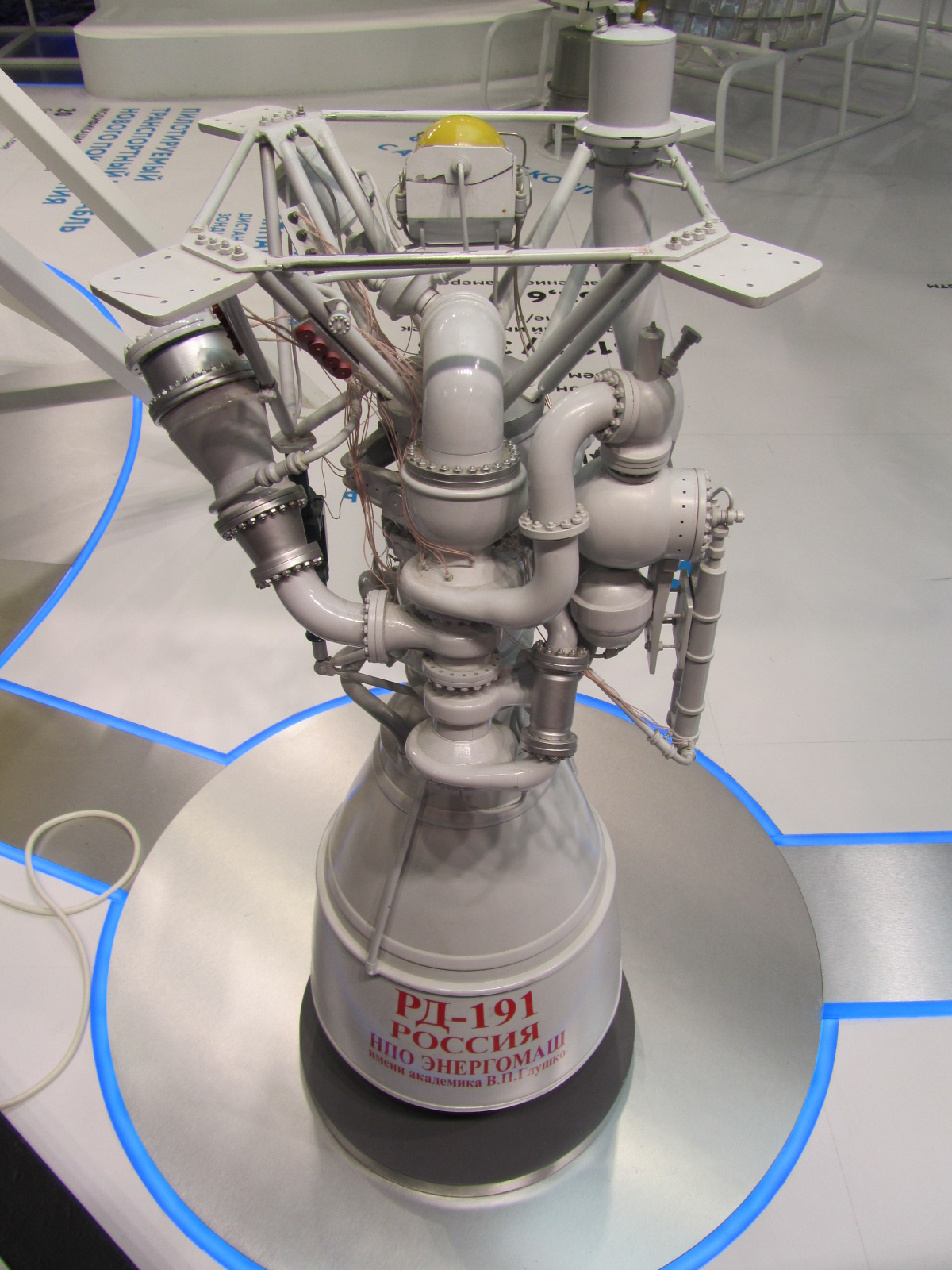
Двигатель РД-191

Крупнейшим предприятием космической отрасли России является московский РКК «Энергия» им. Королёва, главный подрядчик пилотируемых космических полётов.
Ведущими производителями ракет-носителей являются ГКНПЦ им. Хруничева (Москва) и РКЦ «Прогресс» (Самара).
Крупнейшим разработчиком ИСЗ являются ИСС им. Решетнёва (Красноярск).
Лидером в области межпланетных зондов является НПО им. Лавочкина (Химки).
Производители ракетных двигателей:
- НПО «Энергомаш» им. В. П. Глушко (Химки);
- КБХМ им. А. М. Исаева (Калининград)
- КБХА (Воронеж);
- «Протон-ПМ» (Пермь);
- ВМЗ (Воронеж);
- ПО «Полёт» (Омск);
- СНТК им. Кузнецова (Самара);
- ОКБ «Факел» (Калининград).

Электронные компоненты:
- «Космос комплект»;
- «Совтест комп»[149].

### Частные космические компании
- «КосмоКурс» — компания, разрабатывающая суборбитальную ракету и капсулу для туристических полётов в космос, основана в 2014 году[150]. Предполагаемое строительство собственного космодрома не состоялось.
- S7 Space — компания, специализирующаяся на пусках ракет-носителей среднего класса, основана в 2016 году после приобретения S7 Group плавучего космодрома «Морской старт» у РКК «Энергия». На первое время предполагалось использовать ракету-носитель «Зенит-3SL», а в перспективе — «Союз-5».
- Национальная Космическая Компания (НКК) — компания, занимающаяся производством ракеты-носителя «Сибирь», спутников, микроспутников. Занимается разработкой двигателей с помощью технологии 3D-печати.
- «Лин Индастриал» — компания, работающая над созданием ракет-носителей сверхлёгкого класса («Таймыр», «Сибирь»), основана в начале 2014 года[151][152].
- SR Space  — испытательный запуск 23 декабря 2021 года ракеты NEBO на высоту 20 км[153]; компания намерена построить к 2025 году первый частный космопорт «Европа» на территории Республики Дагестан[154].
- Avant Space — проект космической рекламы (пилотный запуск спутника произведён в 2024 г.)[155].
- NSTR — компания, занимающаяся производством сети автоматизированных телескопов AstroNYX и созданием ракеты-носителя сверхлёгкого класса Errai[156].

Производство компонентов и сервис:
- «Астрономикон» — лаборатория, разрабатывающая сверхмалые космические аппараты формата кубсат, а также нано- и пикоспутники различного назначения и функционирования[158][159].
- «СПУТНИКС» — компания, специализирующаяся на создании кубсатов, их макетов для образовательных целей, а также оборудования к ним; сформирована в 2011 году[160][161].
- «Азмерит» — компания, специализирующаяся на производстве малогабаритных звездных датчиков для нано- и микроспутников, основанная в 2012 году[162][163].
- «Гаскол» — компания, создающая высокоточные звёздные датчики для ориентации космических аппаратов, основанная в 2012 году[163][164].
- «СканЭкс» — компания, занимающаяся приёмом и обработкой снимков со спутников дистанционного зондирования Земли, объединяющая несколько дочерних компаний со штатом более 200 человек и годовым оборотом более 1 млрд рублей[165].

Центр частной космонавтики:
на авиакосмическом салоне МАКС-2021 было объявлено о создании центра частной космонавтики в городе Самара и Самарской области; развитие данного направления курирует государственный регулятор — ГК «Роскосмос».
За 2020–2021 гг. в Закон о космической деятельности был внесён ряд поправок, заметно упростивших работу частных стартапов. Были отменены многие сдерживающие постановления, а первые этапы проектирования, НИР и НИОКР, теперь можно проводить даже без государственной лицензии.

## Инфраструктура
10 ноября 1994 года был создан «Центр эксплуатации объектов наземной космической инфраструктуры» (ЦЭНКИ) — одно из ведущих предприятий ракетно-космической отрасли России по управлению космодромами, созданию и эксплуатации наземной космической инфраструктуры, одним из мировых лидеров по предоставлению пусковых услуг.

### Космодромы

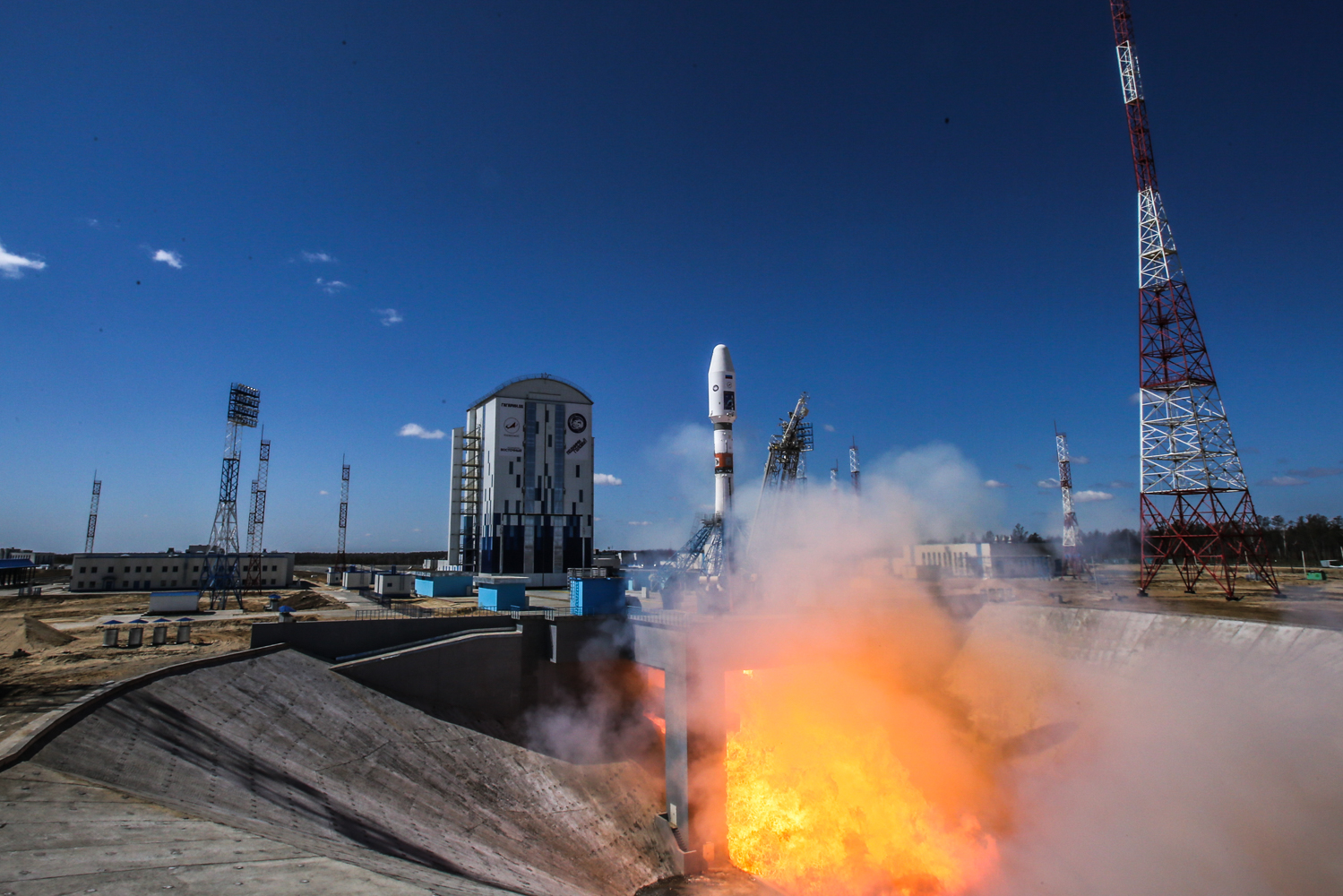
Первый пуск с космодрома «Восточный»

- «Байконур» — первый и крупнейший в мире космодром, арендованный Россией у Казахстана на период до 2050 года, расположен в Кызылординской области между городом Казалинск и посёлком Джусалы, вблизи посёлка Тюратам[168][169].
  - «Байтерек»
- «Плесецк» — самый северный и один из крупнейших космодромов мира, обеспечивающий часть российских и международных космических программ, связанных с оборонными, а также прикладными, научными и коммерческими пусками непилотируемых космических аппаратов, расположен в Плесецком районе Архангельской области[170].
- «Восточный» — первый гражданский космодром России, расположен в Амурской области, вблизи города Циолковского[171][172].

### Организации
- Астрокосмический центр ФИАН
- Институт космических исследований РАН
  - Отдел физики планет и малых тел Солнечной системы ИКИ[173]
  - Отдел № 63 «Ядерной планетологии» ИКИ[174]
  - Отдел оптико-физических исследований ИКИ[175]
- Государственная корпорация по космической деятельности «Роскосмос»
- Центр эксплуатации объектов наземной космической инфраструктуры
- Научно-испытательный центр ракетно-космической промышленности (создан в феврале 2008 г. путём слияния ФГУП «Научно-исследовательский институт химического машиностроения» (г. Пересвет Московской области) и ФГУП «Научно-испытательный институт химических и строительных машин» (НИИХСМ, пос. Реммаш Московской области)[176])[177]
- Телестудия Роскосмоса

## Техника

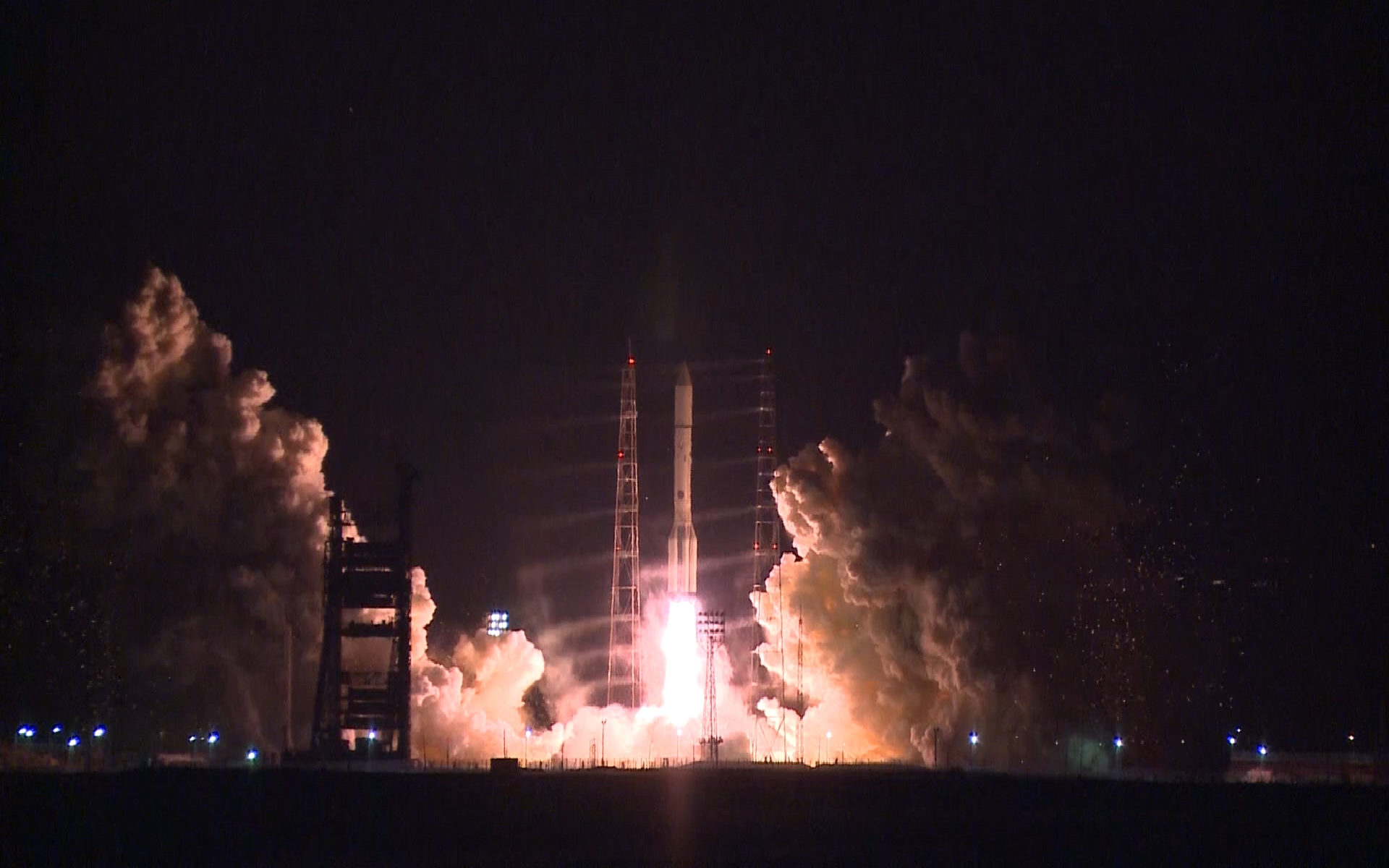
Запуск РН «Протон-М»

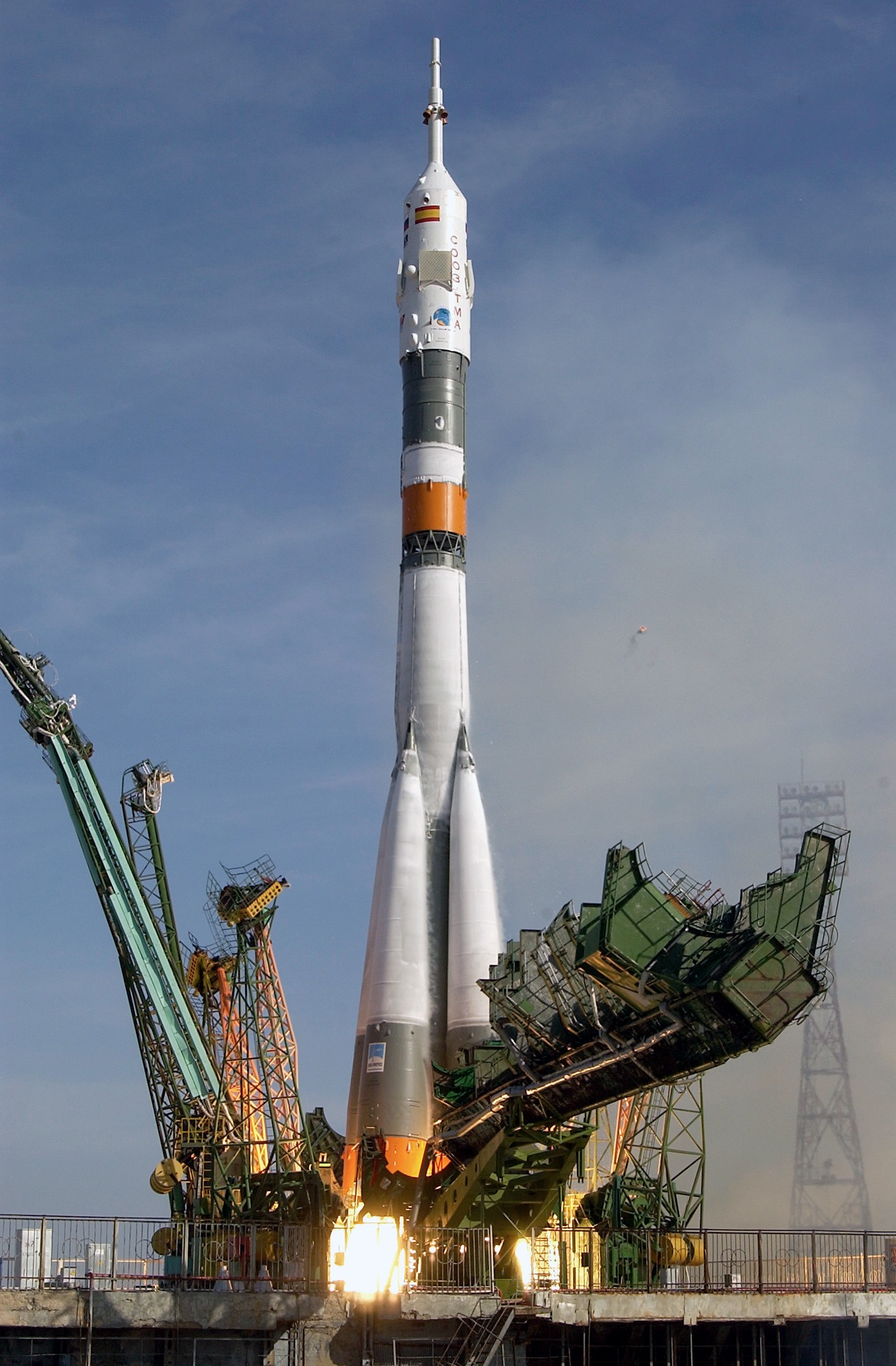
Запуск РН «Союз-ФГ»

Используемая космическая техника:

### Ракеты-носители
- «Протон-М» — ракета-носитель тяжелого класса, первый пуск комплекса «Протон-М» — «Бриз-М» состоялся 7 апреля 2001 года.
- «Союз-ФГ» — ракета-носитель среднего класса, первый пуск состоялся 20 мая 2001 года.
- «Союз-2.1а» — ракета-носитель среднего класса, первый пуск состоялся 8 ноября 2004 года.
- «Союз-2.1б» — ракета-носитель среднего класса, первый пуск состоялся 27 декабря 2006 года.
- «Союз-2.1в» — ракета-носитель лёгкого класса, первый пуск состоялся 28 декабря 2013 года.
- «Стрела» — ракета-носитель лёгкого класса, первый пуск состоялся 5 декабря 2003 года.
- «Ангара» — семейство ракет-носителей от лёгкого до тяжёлого класса:
  - «Ангара-1.2» — ракета-носитель лёгкого класса, первый пуск состоялся 9 июля 2014 года;
  - «Ангара-А5» — ракета-носитель тяжелого класса, первый пуск состоялся 23 декабря 2014 года;
  - «Ангара-А5В» — ракета-носитель тяжёлого класса повышенной грузоподъёмности (в разработке).
- «Союз-5»/«Иртыш» — ракета-носитель среднего класса (в разработке).
- «Союз-6»/«Волга» — ракета-носитель среднего класса (в разработке).
- «Амур-СПГ» — ракета-носитель среднего класса, использующая сжиженный природный газ (в разработке).
- «Енисей» — ракета-носитель сверхтяжёлого класса (в разработке).

С 1957 года ракеты-носители Р-7 служат для запуска космической техники (сама Р-7 появились в результате глубокой модернизации межконтинентальной баллистической ракеты); начало этому было положено 4 октября 1957 года запуском Спутника-1. Они производятся на предприятии «Прогресс» с момента своего создания.
К семейству ракет-носителей принадлежат серии: Спутник, Полёт, Луна, Восток и Восход, Молния и всё семейство ракет-носителей «Союз».

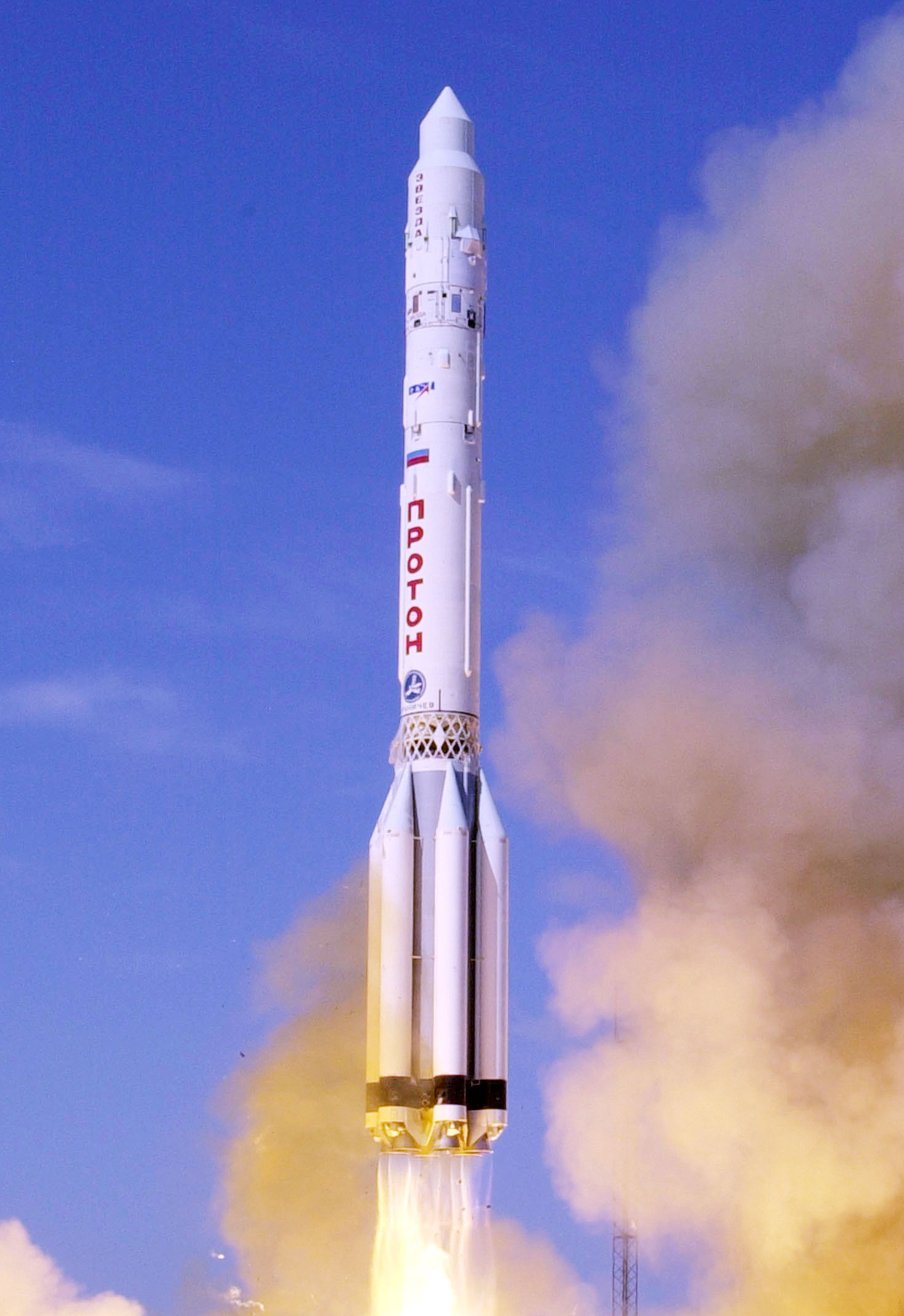
«Протон»

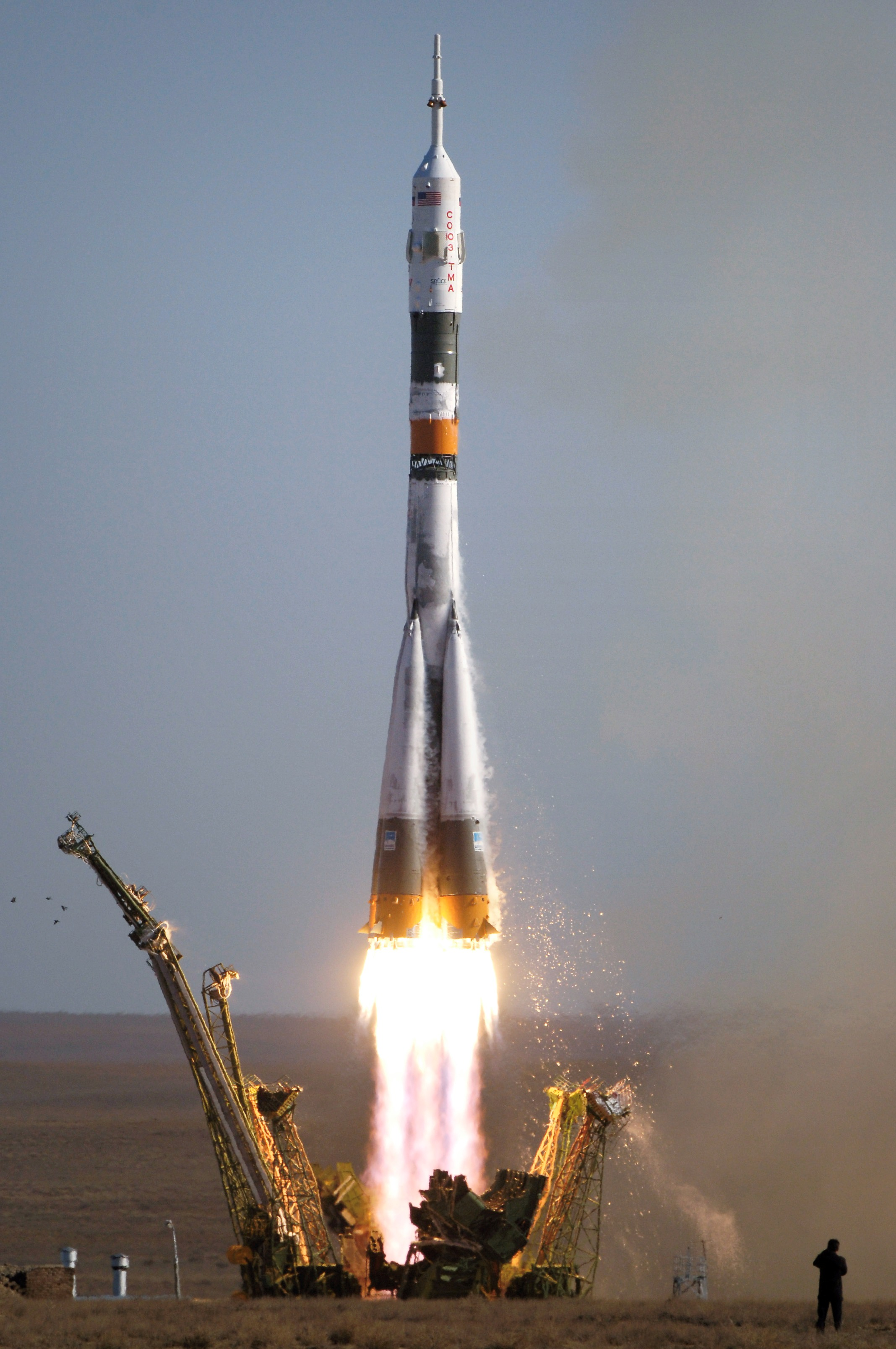
«Союз»

16 июля 1965 года состоялся первый пуск ракеты-носителя семейства «Протон». Это семейство ракет-носителей характеризуют 3—4 ступени и полезная нагрузка до 23 тонн.
В 2001 году был запущена ракета-носитель тяжёлого класса «Протон-М», предназначенный для выведения автоматических космических аппаратов на орбиту Земли и далее в космическое пространство. Разработчик — центр имени М. В. Хруничева.
В 2001 году осуществлён первый пуск ракеты-носителя семейства Р-7 «Союз-ФГ». Предназначен для запуска космического корабля «Союз-ТМА» и грузовых кораблей «Прогресс» к МКС. В том же 2001 году впервые представлен прототип возвращаемой ступени — системы «Байкал» на авиакосмическом салоне в Ле-Бурже.
9 июля 2014 года состоялся первый пуск ракеты-носителя модульного типа «Ангара» с кислородно-керосиновыми двигателями. Серия ракет-носителей 4 классов с грузоподъёмностью от 1,5 до 35 т. Разработчиком и производителем РН семейства «Ангара» является центр имени М. В. Хруничева.
В 2013 и 2015 году были произведены первые пуски двухступенчатой ракеты-носителя лёгкого класса «Союз-2.1в» с грузоподъёмностью в 2,8 т на высоту 200 км.
Перспективная ракета-носитель среднего класса «Феникс», чьё проектирование должно начаться в 2018 году, предполагается, что она будет работать на сжиженном природном газе и станет первой ступенью сверхтяжёлой ракеты-носителя.
В 2016 году Роскосмос приступил к созданию образца возвращаемой первой ступени ракеты-носителя, для этого в центре им. Хруничева собрана команда специалистов, разрабатывавших систему «Энергия-Буран». Был «восстановлен департамент по многоразовым средствам выведения». В центре имени Хруничева разработки возвращаемой ступени ракеты-носителя ведутся уже 20 лет и результаты компании SpaceX не произвели на них впечатления. Первый прототип был представлен в 2001 году. ГКНПЦ им. Хруничева проектирует крылатую первую ступень, способную возвращаться на космодром как самолёт и садиться на взлётно-посадочную полосу.
В конце мая 2017 года Президент России В. Путин поручил «Роскосмосу» ускорить темпы создания ракеты сверхтяжёлого класса. Такая ракета должна появиться после 2025 года.

### Разгонные блоки
- «Бриз» — семейство разгонных блоков для ракет-носителей лёгкого и тяжёлого класса:
  - «Бриз-М» — используется в составе ракет-носителей «Протон-М», «Ангара-А5», первый запуск состоялся 5 июля 1999 года;
  - «Бриз-КМ» — используется в составе ракеты-носителя «Рокот», первый запуск состоялся 16 мая 2000 года.
- «Фрегат» — универсальный для использования в составе разнотипных ракет-носителей среднего и тяжёлого классов. Разработан и производится в НПО Лавочкина; первый пуск — в 2003 году:
  - «Фрегат-М» — используется в составе ракет-носителей типа «Союз», первый запуск состоялся 19 октября 2010 года;
  - «Фрегат-МТ» — используется в составе ракеты-носителя «Союз-СТ», первый запуск состоялся 21 октября 2011 года;
  - «Фрегат-СБ» — используется в составе ракеты-носителя «Зенит-3SLБФ», первый запуск состоялся 20 января 2011 года.
- «Волга» — блок выведения для ракет-носителей семейства «Союз-2», первый запуск состоялся 28 декабря 2013 года.

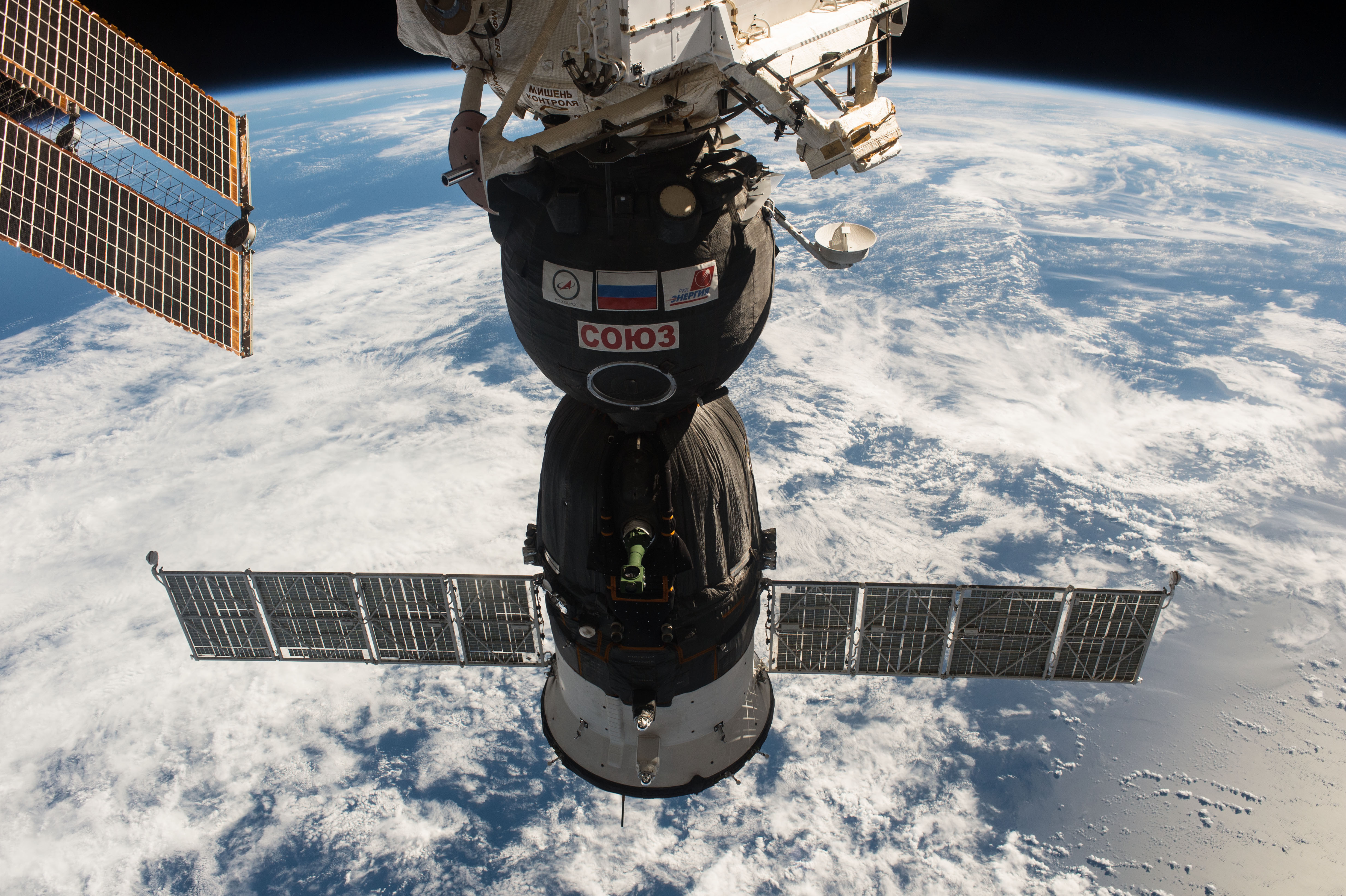
«Союз МС-01» в составе МКС

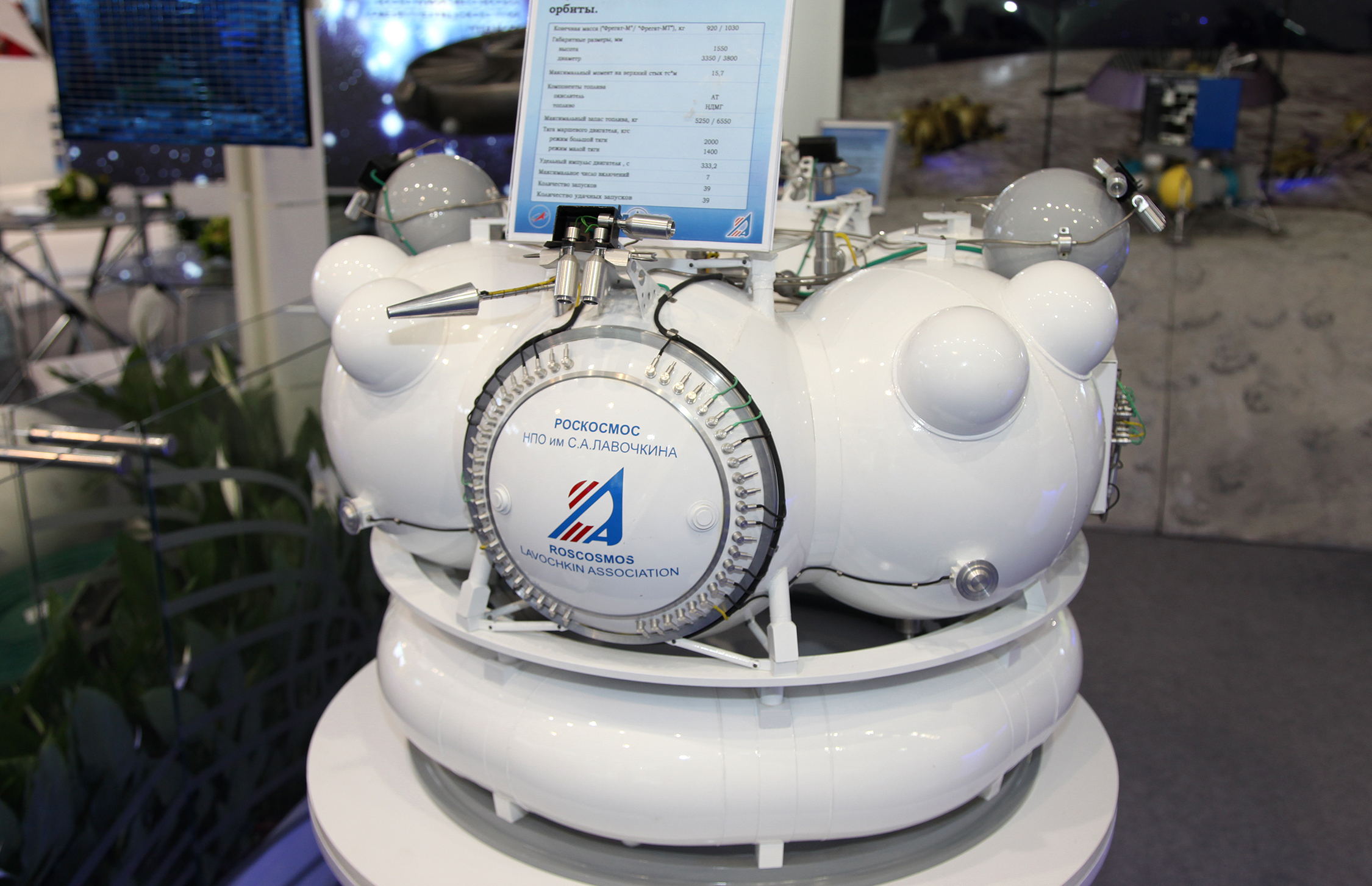
Разгонный блок «Фрега́т»

Семейство российских разгонных блоков «Бриз», используются в составе ракеты-носителя лёгкого и тяжёлого классов. Разработаны в Государственном космическом научно-производственном центре им. М. В. Хруничева. В качестве топлива используют НДМГ и АТ. Первый полёт состоялся 16 мая 2000 года.

### Пилотируемые космические корабли
- «Союз» — семейство советских и российских многоместных транспортных пилотируемых космических кораблей.

- «Союз ТМА» — модификация, использовавшаяся с 2002 по 2012 годы, 22 полёта, все на МКС.
- «Союз ТМА-М» — модификация, использовавшаяся с 2010 по 2016 годы, 20 полётов, все на МКС.
- «Союз МС» — модификация, используемая с 2016 года; на конец 2018 года 10 полётов, все на МКС, до 30 Мая 2020 года являлся единственным космическим кораблём, доставляющим экипажи на МКС и с МКС на Землю.

- «Орёл» — перспективный пилотируемый транспортный космический корабль; его разработку ведёт РКК «Энергия».

### Грузовые космические корабли
- «Прогресс» — семейство советских и российских транспортных грузовых космических кораблей.

- «Прогресс М1» — модификация, использовавшаяся с 2000 по 2004 годы, 3 запуска к ОС «Мир», 8 к МКС.
- «Прогресс М-М» — модификация, использовавшаяся с 2010 по 2015 годы, 29 запусков, все к МКС.
- «Прогресс МС» — модификация, используемая с 2015 года; на конец 2018 года 10 запусков, все к МКС.

- «Союз ГВК» — грузовозвращаемая модификация корабля «Союз», создание которой планируется завершить в 2022 году.

### Кислородно-водородная тематика
По состоянию на 2021-й год Россия является единственной космической державой, которая не имеет кислородно-водородных двигателей. Единственный недолгий период в истории отечественной космонавтики, когда применялись водородные технологии, — это два пуска РН «Энергия» по программе «Энергия-Буран» (двигатели РД-0120).
Генеральный директор НПО «Энергомаш» Игорь Арбузов объясняет сложившуюся ситуацию тем, что, во-первых, для водородных двигателей нет задач (на примере КВТК), во-вторых, сдерживающим фактором является создание дорогостоящей дополнительной наземной инфраструктуры, сочетающей различные компоненты топлива на одном старте, в-третьих, в стране имеется парк надёжных ракет и наземной инфраструктуры.

## Пилотируемые космические программы
Орбитальные станции:

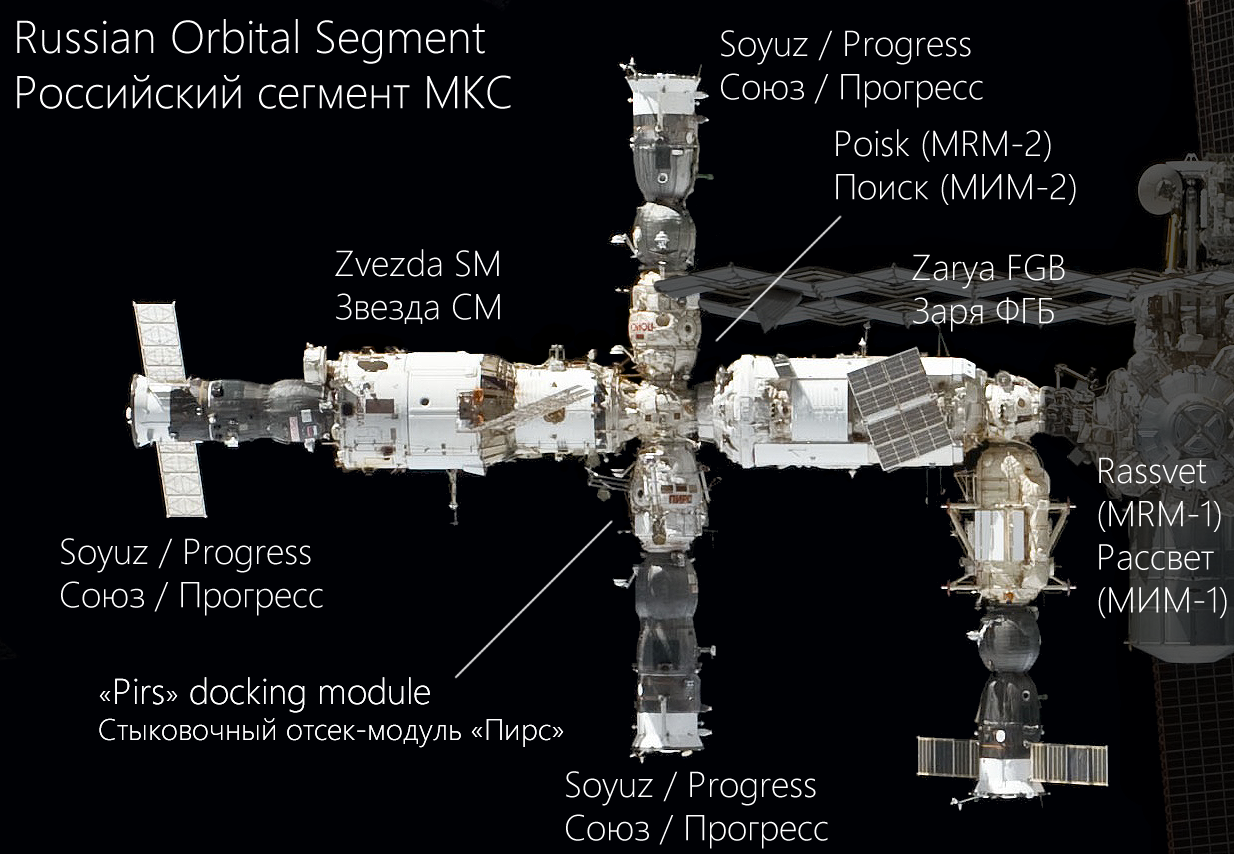
Российский сегмент МКС

- «Мир» — советско-российская станция, функционировавшая в с 20 февраля 1986 года по 23 марта 2001 год.

- Международная космическая станция (МКС) — станция, с 20 ноября 1998 года используемая как многоцелевой космический исследовательский комплекс.

## Непилотируемые космические программы

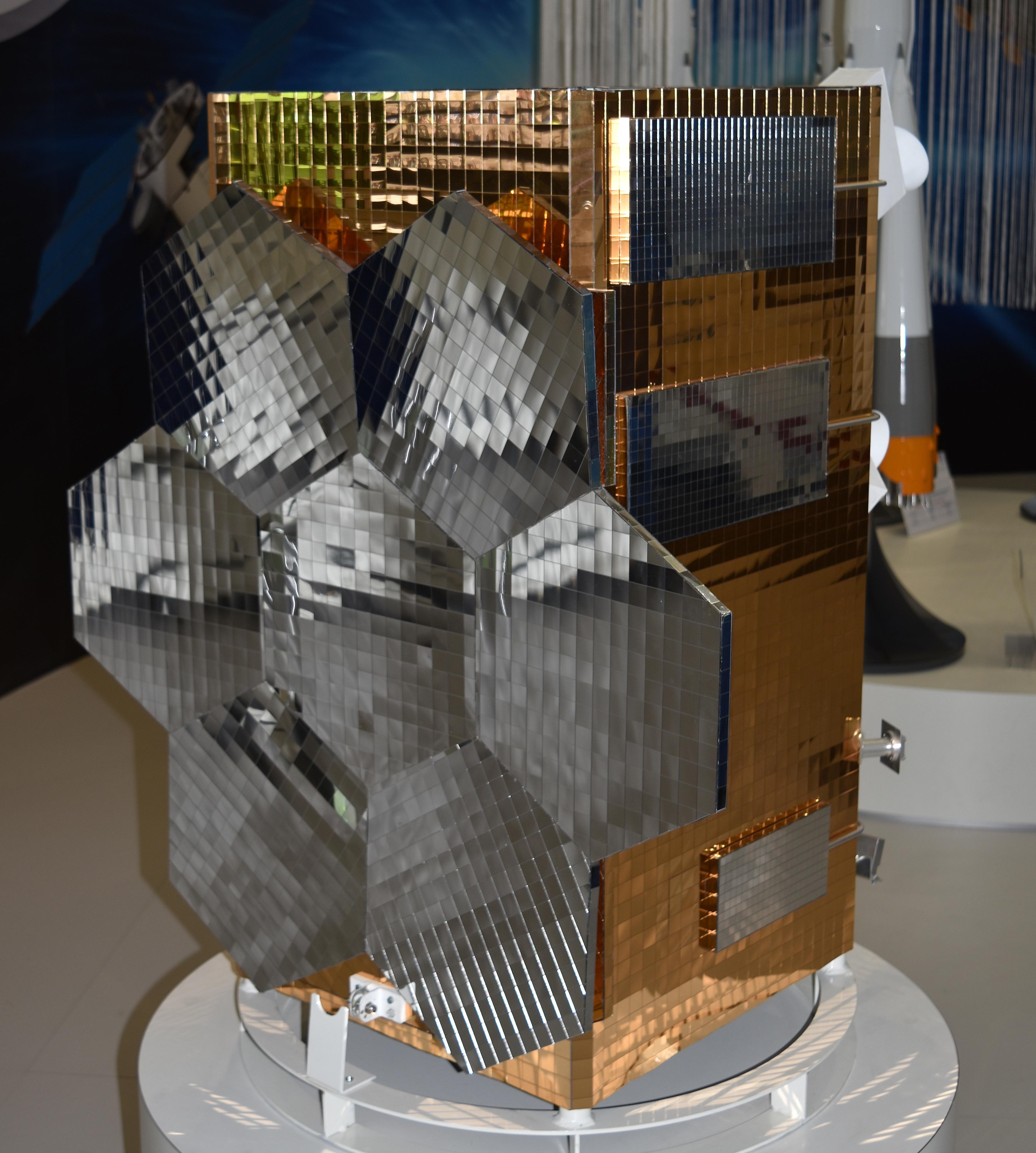
Макет спутника «Михайло Ломоносов»

«Роскосмос» осуществляет бесплатные запуски на орбиту малых космических аппаратов (студенческих спутников):
| Дата запуска | Ракета- носитель | Космодром   | Наименование                | Образовательное учреждение |
| ------------ | ---------------- | ----------- | --------------------------- | -------------------------- |
| 04.03.1997   | «Старт-1.2»      | «Свободный» | «Зея»                       | ВКА им. Можайского         |
| 20.03.2002   | «Союз-ФГ»        | «Байконур»  | «Колибри-2000»              | ИКИ РАН                    |
| 28.11.2002   | «Космос-3М»      | «Плесецк»   | «Можаец-3»                  | ВКА им. Можайского         |
| 27.09.2003   | «Космос-3М»      | «Плесецк»   | «Можаец-4»                  | ВКА им. Можайского         |
| 20.01.2005   | «Космос-3М»      | «Плесецк»   | «Университетский-Татьяна»   | МГУ им. Ломоносова         |
| 27.10.2005   | «Космос-3М»      | «Плесецк»   | «Можаец-5»                  | ВКА им. Можайского         |
| 03.02.2006   | «Союз-У»         | «Байконур»  | «РадиоСкаф»                 | МГТУ им. Баумана           |
| 26.07.2006   | «Днепр»          | «Байконур»  | «Бауманец»                  | МГТУ им. Баумана           |
| 23.05.2008   | «Рокот»          | «Плесецк»   | «Юбилейный»                 | СибГУ им. Решетнёва        |
| 17.09.2009   | «Союз-2.1б»      | «Байконур»  | «Университетский-Татьяна-2» | МГУ им. Ломоносова         |
| 17.09.2009   | «Союз-2.1б»      | «Байконур»  | УГАТУ-САТ                   | УГАТУ                      |
| 04.08.2011   | «Союз-У»         | «Байконур»  | «КЕДР»                      | ЮЗГУ                       |
| 24.01.2012   | «Союз-У»         | «Байконур»  | «Чибис-М»                   | ИКИ РАН                    |
| 28.07.2012   | «Рокот»          | «Плесецк»   | «МиР»                       | СибГУ им. Решетнёва        |
| 19.04.2013   | «Союз-2.1а»      | «Байконур»  | «АИСТ № 2»                  | СГАУ им. Королёва          |
| 28.12.2013   | «Союз-2.1в»      | «Плесецк»   | «АИСТ № 1»                  | СГАУ им. Королёва          |
| 18.08.2014   | «Союз-У»         | «Байконур»  | «ЧАСКИ-1»                   | ЮЗГУ                       |
| 28.04.2016   | «Союз-2.1а»      | «Восточный» | «Михайло Ломоносов»         | МГУ им. Ломоносова         |
| 28.04.2016   | «Союз-2.1а»      | «Восточный» | «Аист-2Д»                   | СГАУ им. Королёва          |
| 28.04.2016   | «Союз-2.1а»      | «Восточный» | «СамСат-218»                | СГАУ им. Королёва          |
| 14.07.2017   | «Союз-2.1а»      | «Байконур»  | «Маяк»                      | МАМИ                       |
| 14.07.2017   | «Союз-2.1а»      | «Байконур»  | «Искра-МАИ-85»              | МАИ                        |
| 14.07.2017   | «Союз-2.1а»      | «Байконур»  | «Эквадор UTE-ЮЗГУ»          | ЮЗГУ                       |
| 17.08.2017   | «Союз-2.1а»      | «Байконур»  | «Томск-ТПУ-120»             | ТПУ                        |
| 17.08.2017   | «Союз-2.1а»      | «Байконур»  | «Танюша-ЮЗГУ» №1            | ЮЗГУ                       |
| 17.08.2017   | «Союз-2.1а»      | «Байконур»  | «Танюша-ЮЗГУ» №2            | ЮЗГУ                       |
| 28.11.2017   | «Союз-2.1б»      | «Восточный» | «Бауманец-2»                | МГТУ им. Баумана           |
| 15.08.2018   | «Союз-2.1а»      | «Байконур»  | «Танюша-ЮЗГУ» №3            | ЮЗГУ                       |
| 15.08.2018   | «Союз-2.1а»      | «Байконур»  | «Танюша-ЮЗГУ» №4            | ЮЗГУ                       |
| 15.08.2018   | «Союз-2.1а»      | «Байконур»  | «СириусСат-1»               | ОЦ «Сириус»                |
| 15.08.2018   | «Союз-2.1а»      | «Байконур»  | «СириусСат-2»               | ОЦ «Сириус»                |
| 05.07.2019   | «Союз-2.1б»      | «Восточный» | «Сократ»                    | НИИЯФ МГУ                  |
| 05.07.2019   | «Союз-2.1б»      | «Восточный» | «АмурСат»                   | АмГУ                       |
| 05.07.2019   | «Союз-2.1б»      | «Восточный» | «ВДНХ-80»                   | НИИЯФ МГУ                  |
| 28.09.2020   | «Союз-2.1б»      | «Плесецк»   | «Декарт»                    | НИИЯФ МГУ                  |
| 28.09.2020   | «Союз-2.1б»      | «Плесецк»   | «Норби»                     | НГУ                        |
| 28.09.2020   | «Союз-2.1б»      | «Плесецк»   | «Ярило» № 1                 | МГТУ им. Н.Э. Баумана      |
| 28.09.2020   | «Союз-2.1б»      | «Плесецк»   | «Ярило» № 2                 | МГТУ им. Н.Э. Баумана      |

| Примечания                                 |
| ------------------------------------------ |
| 1. 2. 3. 4. 5. 6. 7. 8. 9. 10. 11. 12. 13. |

### Малые космические аппараты для фундаментальных космических исследований
После прекращения работы космического аппарата «КОРОНАС-ФОТОН», Россия осталась без действующих космических обсерваторий. Одним из направлений изменения ситуации стала программа по запуску серии малых космических аппаратов научно-исследовательского назначения (МКА-ФКИ). Первоначальный план предусматривал изготовление пяти микроспутников, однако различные задержки привели к изменениям в сроках и целях реализации программы:
- «Зонд-ПП» — запущен в 2012 году.
- «РЭЛЕК-Вернов» — запущен в 2014 году.
- «Резонанс» (запуск планируется после 2025 года)[212][213][214].

### Астрофизика

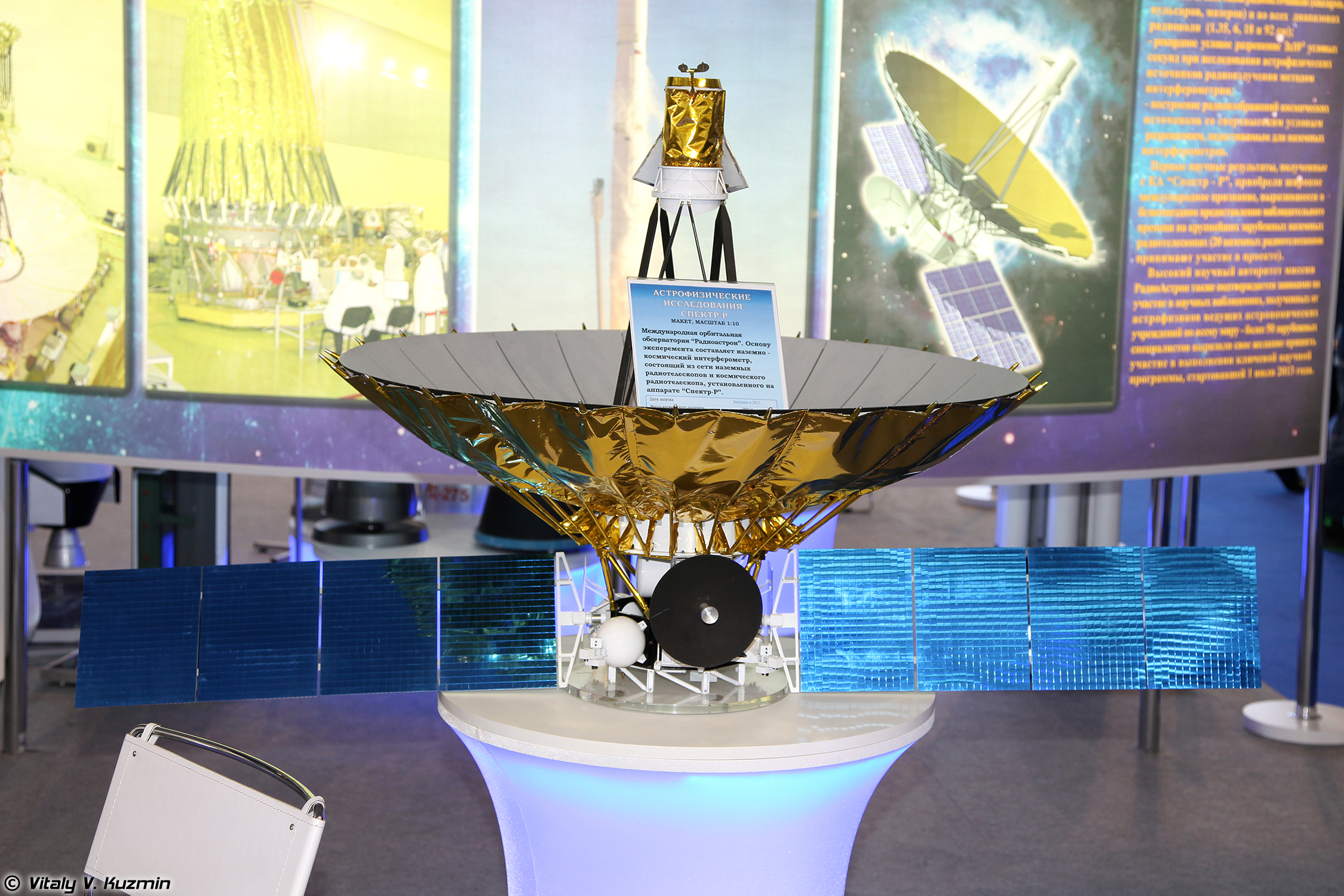
Модель телескопа «Спектр-Р»

Для выполнения миссий в области фундаментальных исследований дальнего космоса, проведения множественных астрономических наблюдений из космоса в разных диапазонах электромагнитного спектра создаётся серия аппаратов «Спектр»:
- «Спектр-Р» — первый аппарат из серии с космическими радиотелескопом «Радиоастрон» на борту — был запущен в космос 18 июля 2011 года.
- «Спектр-УФ» (запуск планируется на 2024 год).
- «Спектр-М» (запуск планируется после 2026 года).
- «Гамма-400» (запуск планируется на 2030 год).

#### Международные программы
- «Спектр-РГ» — российско-германская орбитальная астрофизическая обсерватория, второй аппарат из серии «Спектор». Она состоит из двух рентгеновских телескопов: немецкого eROSITA и российского ART-XC (создан при участии США). Запуск обсерватории в космос был осуществлён 13 июля 2019 года.

### Планетные исследования

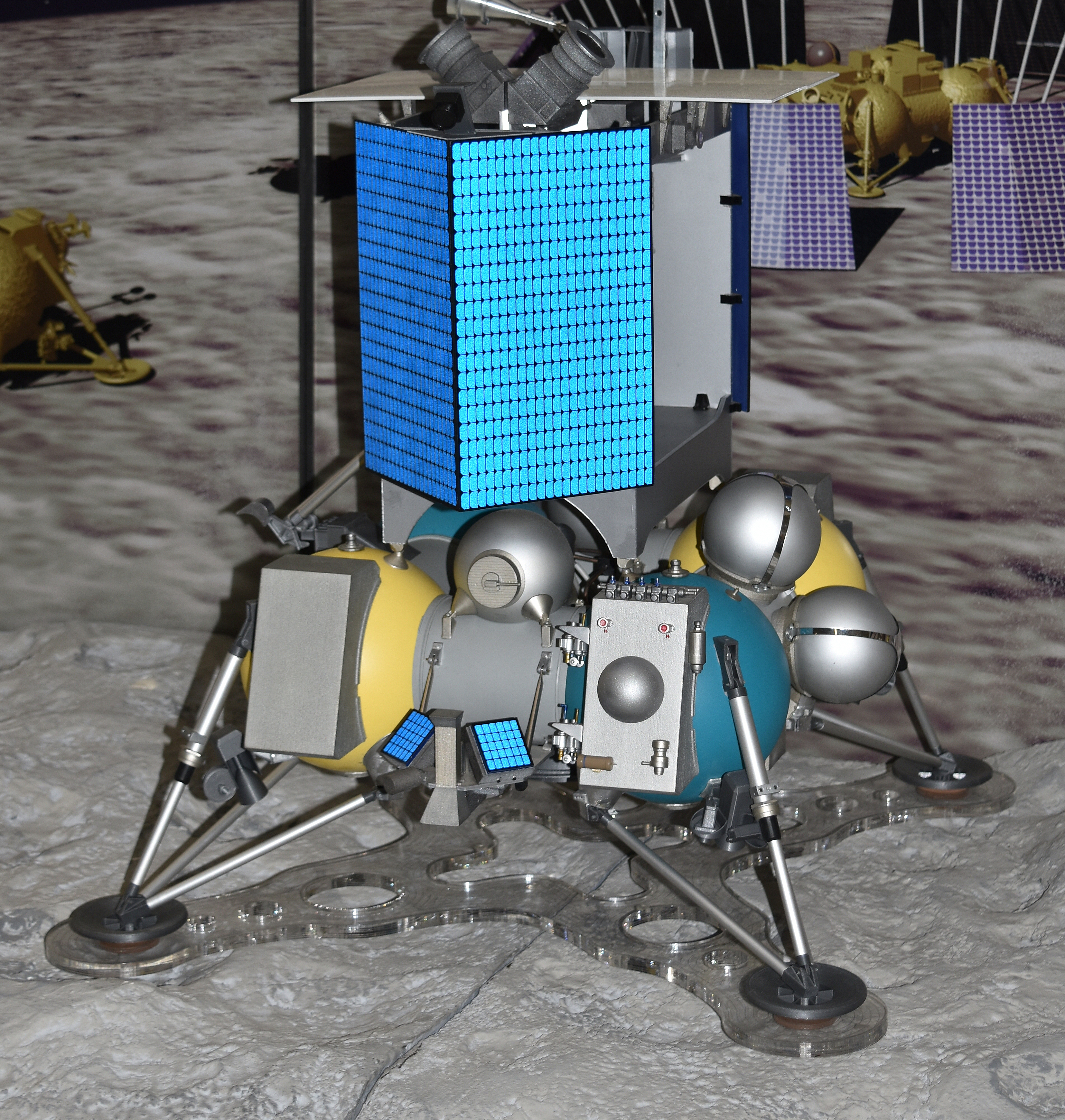
АМС «Луна-Глоб»

Программа исследования космоса предусматривает запуск автоматических межпланетных станций.

#### Исследование Луны
Российская лунная программа, рассчитанная на период 2021—2040 годов, включает:
- «Луна-25» (Луна-Глоб) — запуск состоялся 11 августа 2023 года, крушение о поверхность Луны состоялось 19 августа 2023 года.
- «Луна-26» (Луна-Ресурс-ОА) — не ранее 2027 года.
- «Луна-27» (Луна-Ресурс-ПА) — не ранее 2028 года.
- «Луна-28» (Луна-Грунт) — не ранее 2030 года.
- Лунная база — отложена на неопределённый срок.

#### Исследование Марса

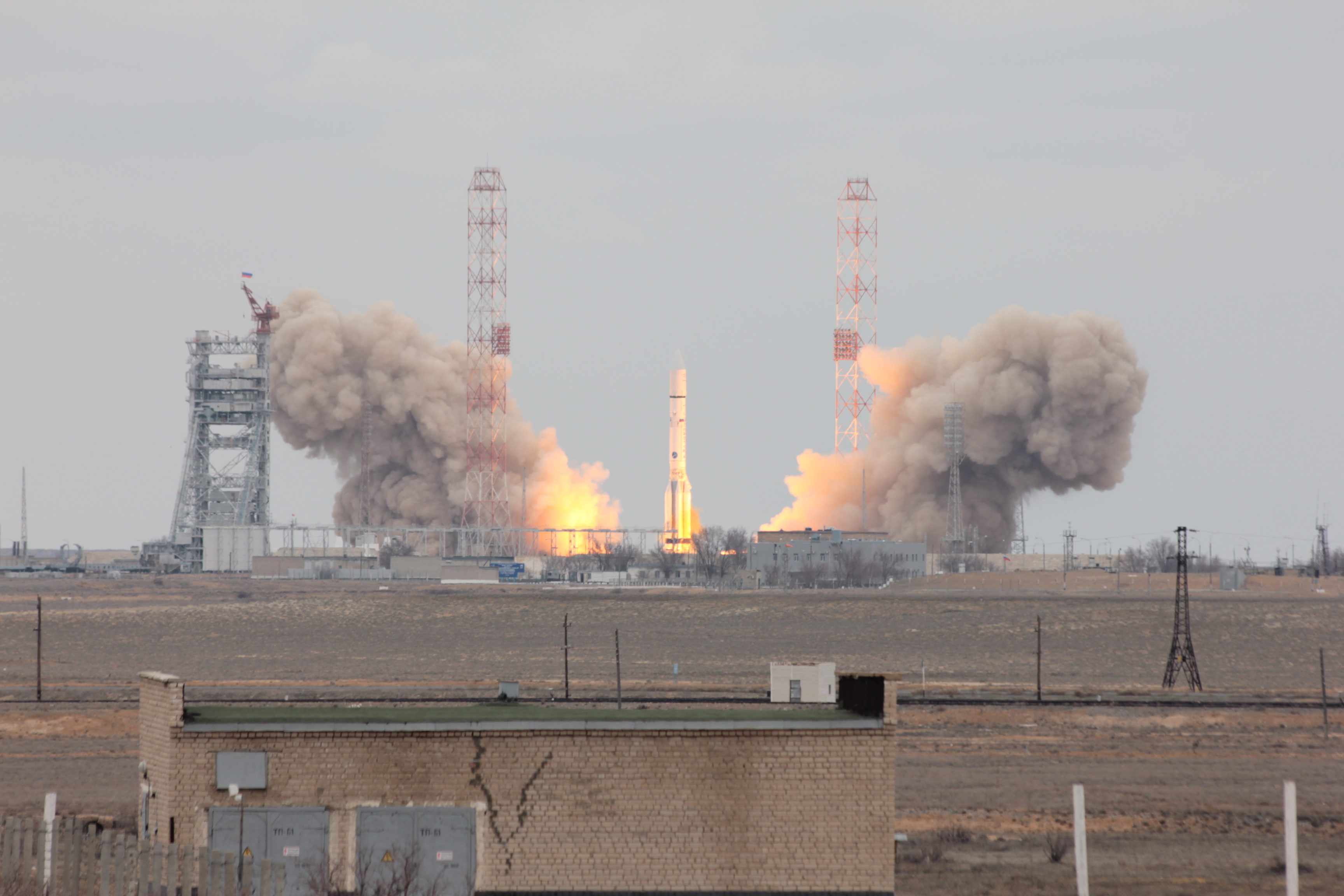
Запуск АМС «ЭкзоМарс-2016»

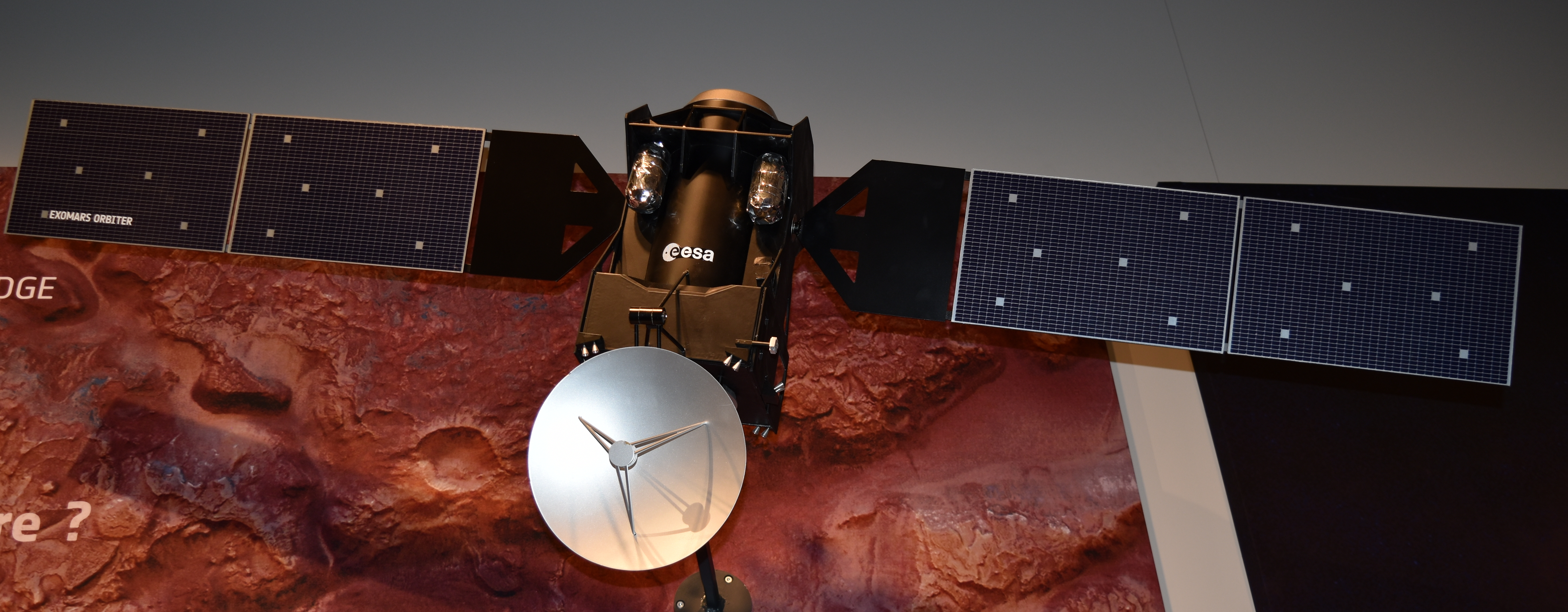
Модель Trace Gas Orbiter, представленная на Парижском авиасалоне 2015

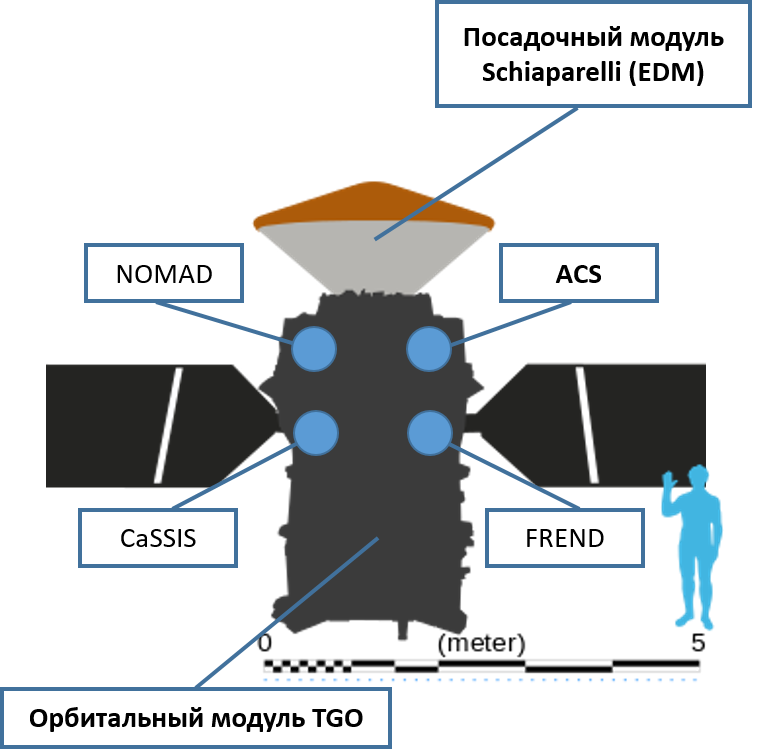
Расположение научных инструментов (ACS, NOMAD, CaSSIS и FREND) на Trace Gas Orbiter

Было предпринято две неудачных попытки запуска к Марсу, и осуществлён один успешный запуск в рамках международной программы совместно с ЕКА:
- «Марс-96» — попытка запуска состоялась 16 ноября 1996 года, не сработала разгонная ступень.
- «Фобос-Грунт» — попытка запуска состоялась 9 ноября 2011 года, аппарат не смог покинуть орбиту Земли.
- «ЭкзоМарс-2016» (Trace Gas Orbiter) — запуск состоялся 14 марта 2016 года. Орбитальный аппарат, как часть совместной программы ЕКА и Роскосмоса «Экзомарс», содержит два из четырёх научных приборов аппарата разработанных в Институте космических исследований РАН: ACS и FREND.
- «Фобос-Грунт 2» (Экспедиция-М) — запуск не ранее 2026 года[212].
- «ЭкзоМарс-2022»  — запуск отменен, ЕКА прекратило сотрудничество с Роскосмосом.

#### Исследование Венеры
- «Венера-Глоб» (запуск планируется после 2025 года).
- «Венера-Д» (запуск планируется после 2030 года).

#### Исследование Юпитера
- «Лаплас-П1» (запуск отложен на неопределённый срок).
- «Лаплас-П2» (запуск отложен на неопределённый срок).

#### Исследование Меркурия
- «Меркурий-П» (запуск отложен на неопределённый срок).

#### Исследование Солнца

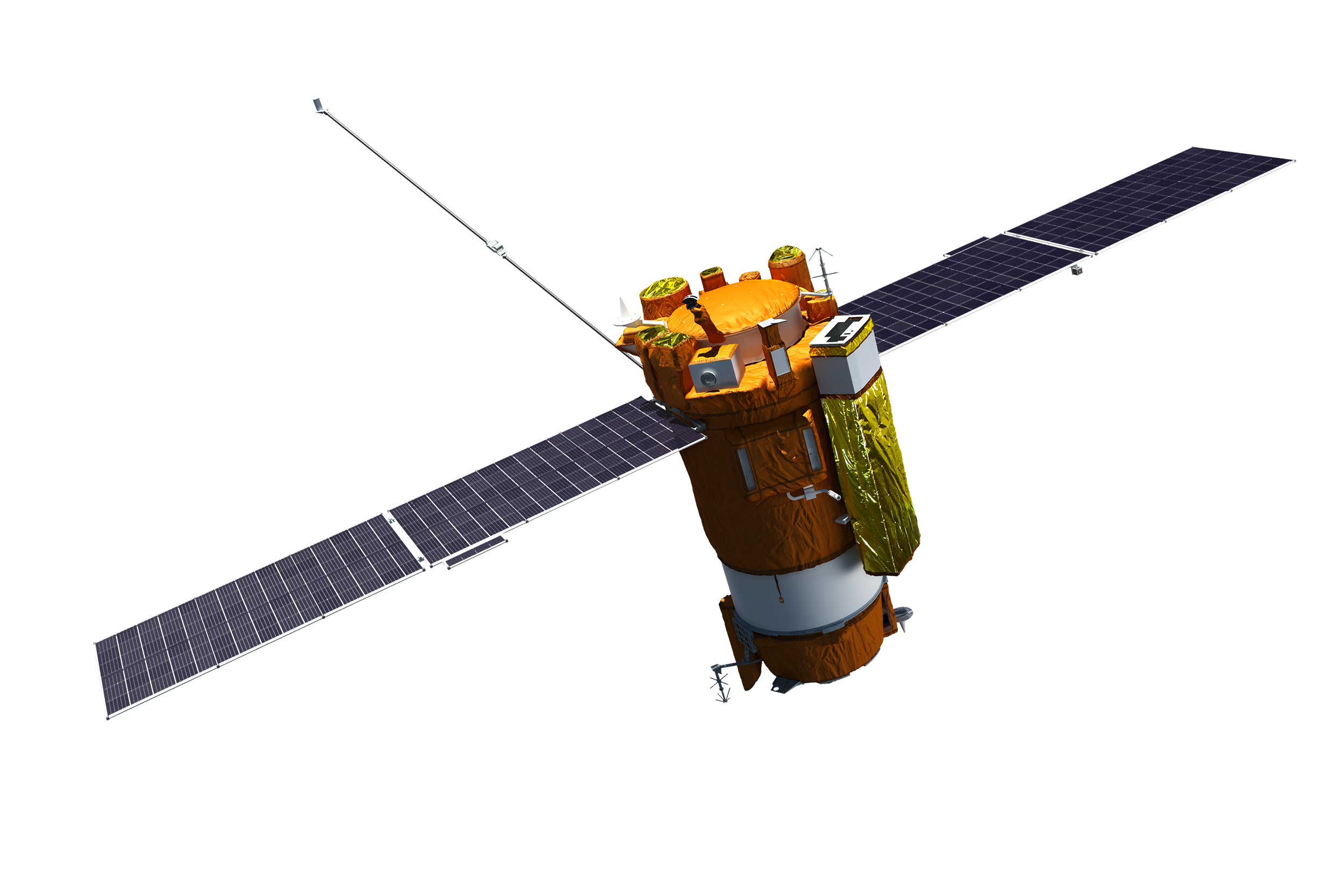
КА «КОРОНАС-ФОТОН»

- «КОРОНАС-И» — запущен в 1994 году.
- «КОРОНАС-Ф» — запущен в 2001 году[217].
- «КОРОНАС-ФОТОН» — запущен в 2009 году.
- «Арка» (запуск планируется на 2025 год)[212][218][219].
- «Интергелио-Зонд» (запуск планируется после 2025 года).

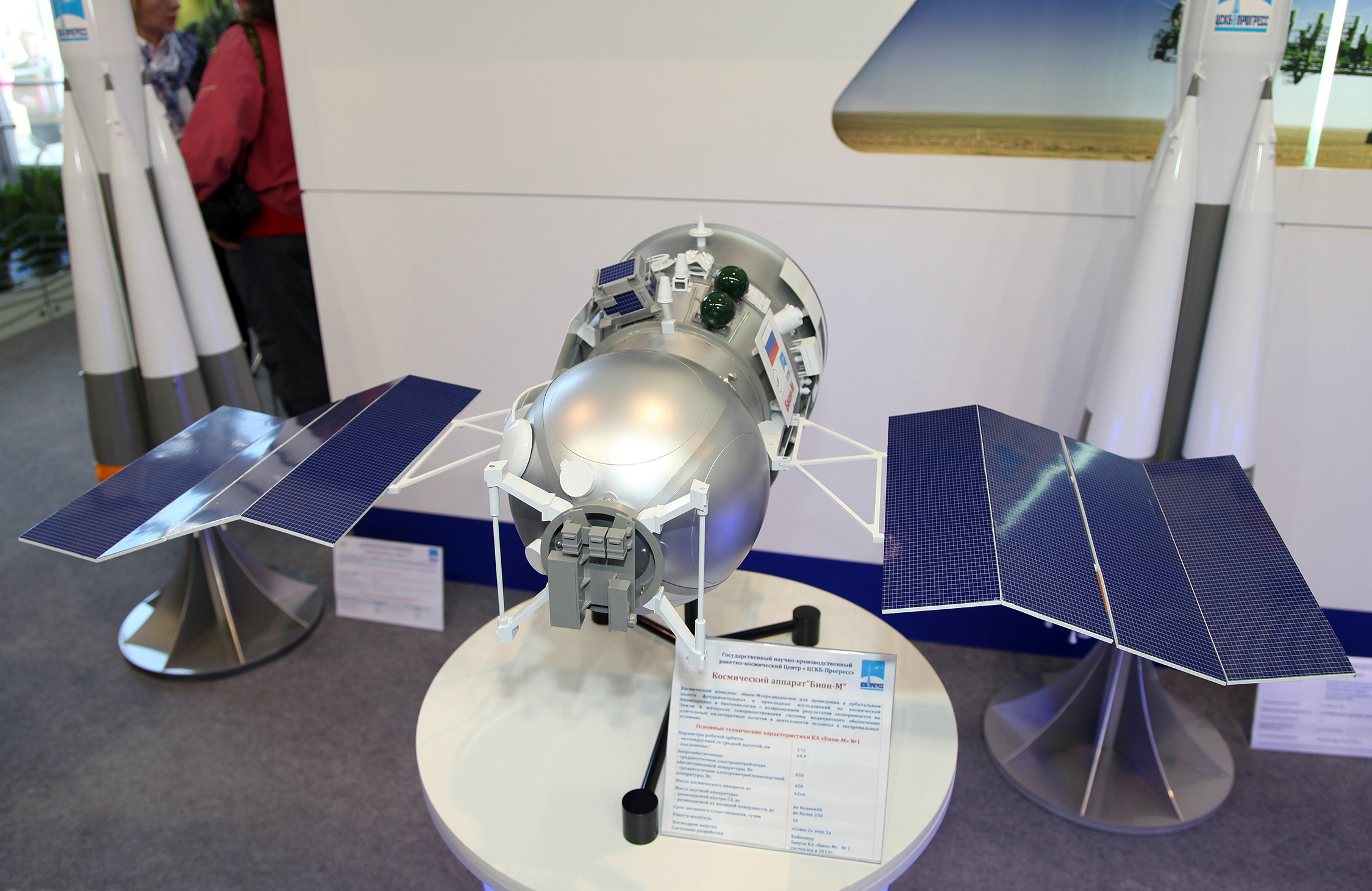
КА «Бион-М»

### Биологические исследования
- «Бион» — серия советских и российских космических аппаратов, разработанных «ЦСКБ-Прогресс».
- «Бион-М» — серия модернизированных аппаратов, разработанных «ЦСКБ-Прогресс»:
  - «Бион-М» № 1 — запущен в 2013 году;
  - «Бион-М» № 2 (запуск планируется на 2024 год);
  - «Бион-М» № 3 (запуск планируется на 2027-2028 года)[212][220].
- «Возврат-МКА» (запуск планируется после 2025 года)[220].

### Технологические исследования
- «Фотон» — серия советских и российских космических аппаратов, разработанных «ЦСКБ-Прогресс».
- «Фотон-М» — серия модернизированных аппаратов, разработанных «ЦСКБ-Прогресс»:
  - «Фотон-М» №1 — неудачный запуск в 2002 году;[221]
  - «Фотон-М» №2 — запущен в 2005 году;[222]
  - «Фотон-М» №3 — запущен в 2007 году;[223]
  - «Фотон-М» № 4 — запущен в 2014 году.

## Статистика запусков

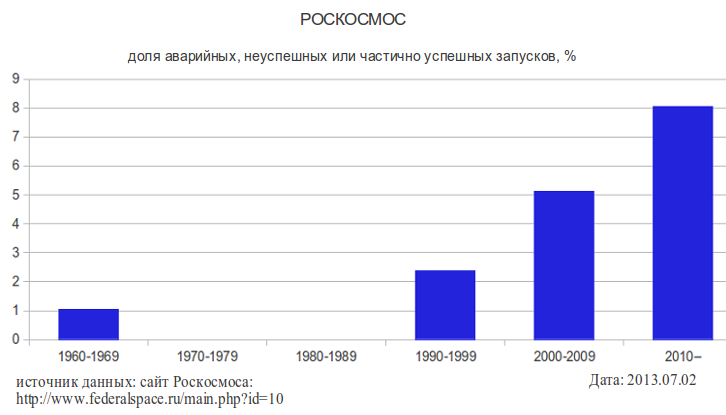
Доля проблемных запусков от общего количества российских запусков ракет (1960—2013)

С 1992 по 2015 годы Россия ежегодно являлась мировым лидером по количеству запусков, за исключением периода с 1996 по 1999 год и 2003 года, удерживая примерно по 30—40 % рынка пусковых услуг.
Её показатели: в 1992 году — лидер с 57 %,
в 1993 году — 58 %,
в 1994 году — 54 %,
в 1995 году — 41 %,
в 1996 году — 31,8 %,
в 1997 году — 32,5 %,
в 1998 году — 30,5 %,
в 1999 году — 36 %,
в 2000 году — 42 %,
в 2001 году — 39 %,
в 2002 году — 36,5 %,
в 2003 году Россия с 21 запуском уступила США, в 2004 году — 42,6 %, в 2005 году — 47 %,
в 2006 году — 38 %,
в 2007 году — 38,5 %,
в 2008 году — 39 %.
За 2009 год было произведено 32 пуска, выведено 29 отечественных и 20 зарубежных космических аппаратов, что составляет 42 %, в 2010 году на Россию пришлось 43 % космических запусков, осуществлённых в мире,
в 2011 году — 38,5 %,
в 2012 году — 30 %,
в 2013 году — 40 %,
в 2014 году — 39 %,
в 2015 году — 30 %.
В 2016 году Россия впервые с 2004 года перестала быть мировым лидером по числу запусков ракет космического назначения; доля России в космических запусках упала до 20 %, против 26 % у Китая и США.
В 2019 году Россия заняла второе место по числу запусков ракет; доля России в космических запусках составила 22 % (22 пуска), против 33 % у Китая (34 пуска). В 2020 году Россия заняла третье место по числу запусков ракет; доля России в космических запусках составила 13 % (15 пусков), против 33 % у США (37 пусков) и против 34 % у Китая (39 пусков). В 2021 году Россия заняла третье место по числу запусков ракет; доля России в космических запусках составила 17 % (24 пуска), против 31 % у США (45 пусков) и против 38 % у Китая (55 пусков).
Аварийные пуски:
1992—94 гг. — 152, 3 неудачных (2 %);
1995—99 гг. — 142, 12 неудачных (8,5 %);
2000—2005 гг. — 150, 10 неудачных (6,7 %);
2006—2010 гг. — 141, 6 неудачных (4,3 %);
2010—2013 гг. — 103, 8 неудачных (7,8 %),
2014—2017 гг. — 94, 5 неудачных (5,3 %).
С 1957 года по 2014 год включительно Россией было произведено 3204 успешных запуска, в то время как США — 1597.
В первой половине 2000-х годов высокая интенсивность пусков в интересах Министерства обороны была связана с коротким периодом активной работы космических аппаратов и наращиванием орбитальной группировки ГЛОНАСС.

## Перспективы

### Федеральная космическая программа
Федеральная космическая программа России до 2025 года (на 2016—2025 годы) включает:
- развитие и поддержание орбитальной группировки;
- поддержание работы МКС до 2024 года;
- сохранение места на мировом рынке космических запусков;
- Обеспечение лётных испытаний «Ангары» и ПТК НП (Пилотируемый транспортный корабль нового поколения, ныне «Орёл»), обеспечение запусков к МКС с космодрома «Восточный» в 2023 году;
- начало разработки ракетного двигателя на природном газе (метан);
- создание сверхтяжелой ракеты (способной доставлять более 100 тонн грузов), для крупных экспедиций;
- исследование Солнца в рамках проекта «Резонанс»;
- фундаментальные космические исследования, в том числе исследование Луны с запуском пяти космических аппаратов;

Опытно-конструкторские работы (ОКР) «Феникс»:
- создание ракеты «Союз-5» (ныне «Иртыш»), которая должна прийти на смену российско-украинскому носителю «Зенит».
- новая ракета «Сункар» (в переводе с казахского — «Сокол»)

Из последнего варианта ФКП вычеркнуты все работы по пилотируемым полётам на Луну (отказ от лунной программы привёл к значительной экономии — на 88,5 миллиарда рублей — по статье «Пилотируемые полёты»).
Проект ракеты с возвращаемой первой ступенью был исключён из проекта Федеральной космической программы по финансовым соображениям, причём прекращение финансирования не вызвало жарких споров из-за неоднозначности разработки.

### Проекты
- РД-0162 — кислородно-метановый ракетный двигатель; образец с тягой 85 тc;
- Ядерная энергодвигательная установка мегаваттного класса (испытания в 2020-х годах) и Транспортно-энергетический модуль на её базе.

## В культуре
В начале 2000-х годов немецкое издательство «Амадеус» проявило желание «дать русским новую национальную идею» посредством литературного проекта «Открытие космоса». Над проектом работали Антон Первушин, Александр Шлядинский и Вячеслав Рыбаков. Концепт проекта составляла история гипотетической российской ракетно-космической корпорации «Внеземелье», которая осуществляет прорыв в межпланетных полётах. Однако издательство не сумело закрепиться на российском книжном рынке, и проект был свёрнут, а художественные произведения в его рамках — изданы отдельно.

### Отражение в СМИ
Еженедельно на телеканале «Россия 24» выходит программа «Космонавтика», производимая телестудией Роскосмоса. Также выходит журнал «Новости космонавтики».
В СМИ новости космонавтики отражаются однобоко: журналисты обычно рассказывают о проблемах, но не об успехах (и значении этих успехов). В результате этого общественность имеет зачастую негативное мнение о российской космонавтике, не соответствующее действительности.
Поскольку журналисты рассматривают катастрофу более приоритетным информационным поводом, чем какие-либо успехи, большинство СМИ рассказывает общественности именно о негативной стороне российской космонавтики. Например, новости о космодроме «Восточный» содержат информацию о коррупционных скандалах или технических сбоях. В результате этого общественность оценивает состояние отрасли очень пессимистично, говоря о «развале» и «ракетах, падающих каждый месяц», хотя это не соответствует истине. Сообщения об успехах в СМИ либо отсутствуют, либо настолько скупы, что не позволяют понять суть задачи и степень важности достигнутого.
В результате общественность настолько плохо знает состояние российской космонавтики, что служит лучшей завесой секретности и допускает даже конспирологические варианты со скрыванием успешного полёта на Марс. Причину сложившейся ситуации писатель видит в отсутствии правильной работы Роскосмоса и отраслевых предприятий со СМИ, когда журналисты сами выбирают, что и как освещать.

## Достижения и рекорды
Самый длительный полёт осуществил Валерий Поляков на станции «Мир», он составил 437 суток 17 часов 58 минут 17 секунд.
Рекорд по суммарному пребыванию на орбите принадлежит Геннадию Падалке и составляет 878 суток 11 часов 29 минут 36 секунд (за 5 полётов); он был зарегистрирован Международной авиационной федерацией (ФАИ, FAI) в сентябре 2015 года.
Космонавт Анатолий Соловьёв выходил в космос 16 раз, он провёл в открытом космосе 78 часов 48 минут.
Астрофизика

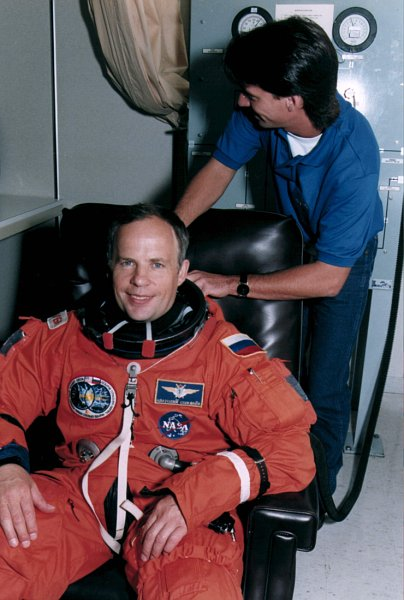
Анатолий Соловьёв

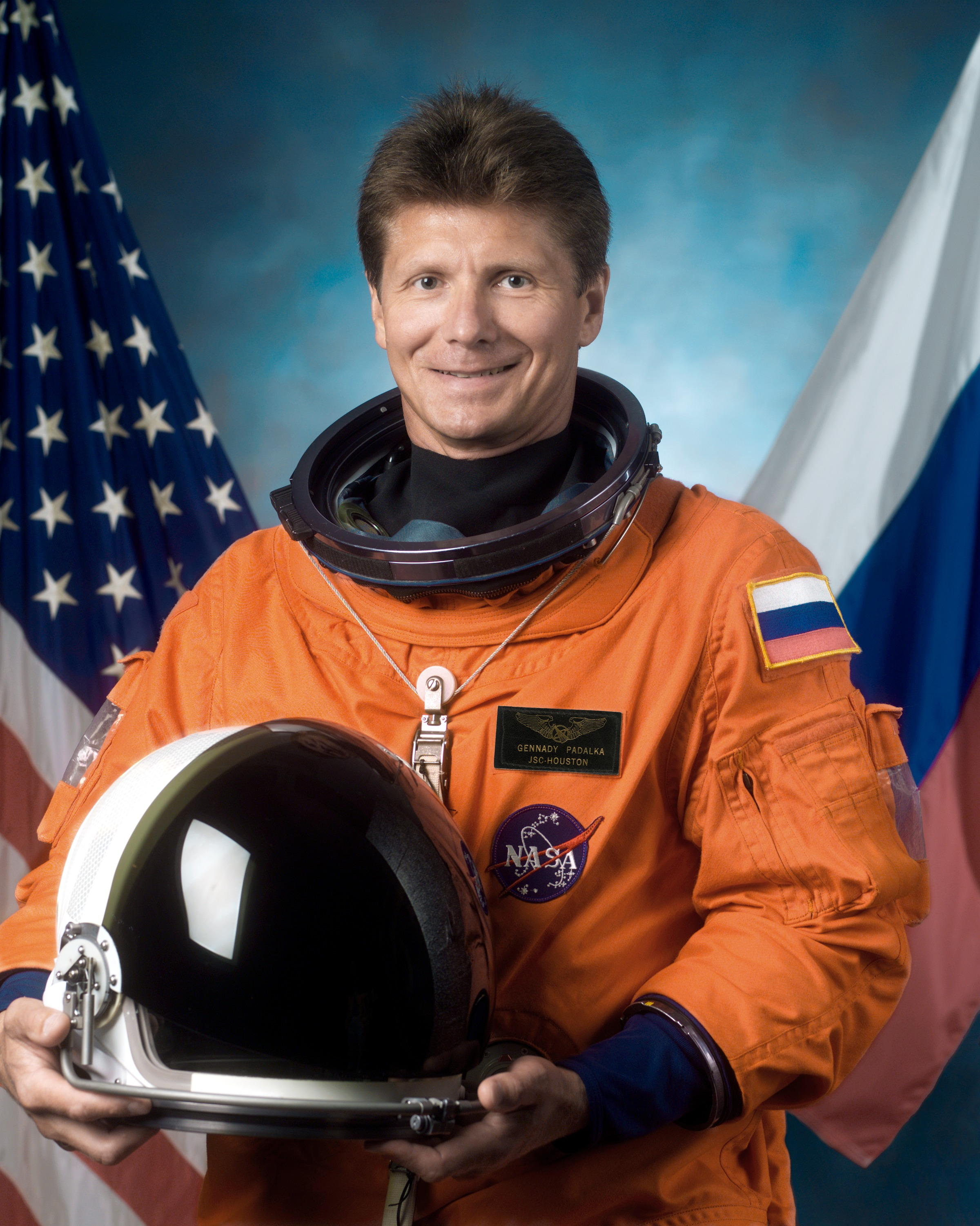
Геннадий Падалка

«Спектр-РГ» — российско-германская орбитальная астрофизическая обсерватория, предназначенная для построения полной карты Вселенной в рентгеновском диапазоне энергий 0,2—30 килоэлектронвольт (кэВ). Она состоит из двух рентгеновских телескопов: российского ART-XC, работающего в жёстком рентгеновском излучении, и германского eROSITA, работающего в мягком рентгеновском излучении. Первый российский (в том числе с учётом советского периода) телескоп с оптикой косого падения. Первый обзор всего неба рентгеновским телескопом eROSITA был завершён 11 июня 2020 года, на основе его данных было каталогизировано 1,1 миллиона рентгеновских источников, в основном активные ядра галактик (77 %), звезды с сильными магнитно-активными горячими коронами (20 %) и скопления галактик (2 %), рентгеновские двойные звёзды, остатки сверхновых, расширенные области звездообразования, а также переходные процессы, такие как гамма-всплески. В декабре 2020 года в журнале Nature была опубликована статья «Detection of large-scale X-ray bubbles in the Milky Way halo», в которой приведены результаты анализа наблюдений телескопом «eROSITA» за «пузырями Ферми». В ней учёные сообщили об открытии «пузырей eRosita», которые больше пузырей Ферми в 1,5 раза, и пришли к выводу, что «пузыри eRosita» образовались, из-за активности сверхмассивной чёрной дыры в центре галактики десятки млн лет назад, при этом выделилось 1056 эрг энергии, что эквивалентно вспышке ста тысяч сверхновых.